# イタリア・ルネサンス年表
イタリア・ルネサンス年表（イタリア・ルネサンスねんぴょう）では、主に「イタリア・ルネサンスの文化」に関する年表を示す。

## 1300年 - 1399年
1300年代（トレチェント Trecento）
- 1300年 - 教皇ボニファティウス8世の回勅「アンティクオルム・ハベット・フィダ・レラティオ」。
回勅で教皇はこの年を最初の「聖年（Iobeleus）」として祝福し、特別の赦しを求めてローマを多くの巡礼者が訪れる。
- 1300年 - 『神曲』では、この年の聖金曜日、ダンテが人生の半ばで暗い森に迷い込み、地獄・煉獄・天国遍歴が始まる。
- 1300年 - ダンテに先行する清新体の詩人で友人でもあったグイド・カヴァルカンティ死去。
- 1301年 - 教皇派（ゲルフ）支配のフィレンツェで、白党（ビアンキ）政権が黒党（ネリ）に倒される。
白党に属していたダンテ、フィレンツェ市から追放され、以後流浪生活を送る。
- 1301年 - ハレー彗星の出現が観測される。
ジョヴァンニ・ヴィッラーニはその年代記に記録し、ジョットはパドヴァの壁画「東方三博士の礼拝」にその様子を描く。
- 1302年 - 教皇ボニファティウス8世の回勅「ウナム・サンクタム（唯一聖なる）」。
- 1302年 - カルタベロッタの和約が結ばれる。
シチリアの晩祷事件（1282年）以来のシチリア領有をめぐるアラゴン家とアンジュー家の抗争が終わる。
- 1302年 - ジョットの師であり、フィレンツェ派の遠祖でもあるチマブーエ死去。
- 1302年 - 【フランス】国王フィリップ4世が三部会を召集。
- 1302年 - 【フランドル】ブリュージュの朝課事件で、フランドル市民がフランスの支配に抵抗して一斉蜂起。
続く同年の金拍車の戦い（コルトレイクの戦い）でフランドルは最終的に独立を勝ち取る。
- 1303年 - ローマ大学創建。
- 1303年 - アナーニ事件で、教皇ボニファティウス8世がフィリップ4世の配下ギヨーム・ド・ノガレらに急襲される。
ボニファティウス8世は釈放されたが、屈辱を受けて病状が悪化し間もなく死去、後継はベネディクトゥス11世。
- 1304年 - 教皇ベネディクトゥス11世死去、後継教皇の選出は翌年にもつれこむ（→1305年）。
- 1305年 - フランス人のボルドー大司教ベルトラン・ド・ゴが選ばれ、教皇クレメンス5世として即位（→1308年） 。
フランスのリヨンで行われたこの教皇の戴冠式で初めて教皇冠（三重冠）が用いられる。
- 1306年 - フランシスコ会修道士で「讃歌（ラウデ）」などの宗教詩で知られるヤコポーネ・ダ・トーディ死去。
- 1307年 - 教皇クレメンス5世の命でノヴァーラ近郊のドルチーノ派の拠点を教皇軍が急襲。
異端とされた修道士フラ・ドルチーノと支持者は火刑に処される。
- 1307年 - ダンテ『俗語論』。
- 1308年 - 教皇庁のアヴィニョン捕囚（-1377年）。
- 1308年 - 【ドイツ】後期スコラ哲学を代表する実在論者ドゥンス・スコトゥスがケルンにて死去。
- 1308年 - ローマ派のピエトロ・カヴァリーニによりナポリのサン・ドメニコ・マッジョーレ教会壁画完成。
- 1308年 - ペルージャ大学創建。
- 1309年 - 聖ヨハネ騎士団が東ローマ帝国領ロドス島を占領。
これ以前の騎士団の根拠地はキプロス島、以後この騎士団はロドス騎士団とも呼ばれる（-1522年）。
- 1310年 - 神聖ローマ皇帝ハインリヒ7世のイタリア遠征（→1312年）。
- 1310年 - ヴェネツィアでバイアモンテ・ティエポロ（三代前の元首ロレンツォ・ティエポロの孫）らによるクーデターが起こる。
元首ピエトロ・グラデニーゴの改革（1297年）に反対するクーデタだったが、グラデニーゴが先手を打って鎮圧する。
以後ヴェネツィアの政治は寡頭体制に移行（議員世襲制（1323年）、十人委員会の常設（1335年））。
- 1310年 - フィレンツェ派の祖であるジョット、パドヴァの「スクロヴェーニ礼拝堂壁画」完成。
- 1310年 - ジョヴァンニ・ピサーノ、ピサ大聖堂説教壇の彫刻完成（1302年 - ）。
- 1310年 - ディーノ・コンパーニがフィレンツェの『年代記』を執筆（ - 1312年）。
- 1311年 - ヴィスコンティ家のマッテオ1世が神聖ローマ皇帝代理としてミラノの覇権を握る。
デッラ・トッレ家（トッリアーニ家）が没落し、以後ヴィスコンティ家が事実上のミラノの僭主を世襲する。
- 1311年 - シエナ派の祖であるドゥッチョ、シエナ大聖堂「マエスタ（荘厳の聖母）」完成。
- 1311年 - ヴィエンヌ公会議開催、翌1312年この会議でテンプル騎士団の解散を正式決定。
- 1312年 - 神聖ローマ皇帝ハインリヒ7世が100年ぶりにローマで戴冠式を行う（→1313年）。
- 1312年 - マラテスタ2世・マラテスタが最初のリミニの僭主となり、マラテスタ家の支配始まる（ - 1528年）。
- 1312年 - ジェノヴァ出身のランチェロット・マロチェロがカナリア諸島に到達。
- 1313年 - 神聖ローマ皇帝ハインリヒ7世、シエナにて急逝。
この皇帝に私淑していたダンテは『帝政論』を捧げる。またこの死去に伴い、ダンテのフィレンツェ帰還は絶望的になる。
- 1314年 - 教皇クレメンス5世が死去、以後2年間教皇座は空位（→1316年）。
- 1314年 - アルノルフォ・ディ・カンビオの設計により、フィレンツェのヴェッキオ宮殿（共和国政庁舎）完成（1299年 - ）。
- 1314年 - 【北アフリカ】哲学者ライムンドゥス・ルルスがアルジェリアのベジャイアにてイスラム教徒の投石で負傷する。
この負傷によりジェノヴァ商人に救出されるも、翌1315年には落ち延びた故郷マヨルカ島のパルマで死去。
- 1315年 - ティーノ・ディ・カマイーノによりピサに設置された神聖ローマ皇帝ハインリヒ7世の墓碑完成。
- 1315年 - 『エケリニス』を著したパドヴァのムッサート、桂冠詩人になる
- 1315年 - 【スイス】モルガルテンの戦いで、スイス原初同盟（ウリ・シュヴィーツ・ウンターヴァルデン）がハプスブルク家を撃退
- 1315年頃 - パドヴァ大学医学教授ピエトロ・ダバノが宗教裁判中に死去、死体は火刑に処される。
- 1316年 - 2年間の空位の後、教皇ヨハネス22世が即位。
- 1317年 - シモーネ・マルティーニ「ロベルト1世に王冠を授けるトロサの聖ルドヴィコ（トゥールーズの聖ルイ）」。
- 1318年 - ヤコポ・ダ・カッラーラがパドヴァ領主に選ばれ、以後1405年までカッラーラ家がパドヴァを掌握。
- 1320年 - ダンテ『水陸論』。
- 1321年 - ダンテ、亡命先のラヴェンナにて死去（1265年 - ）。
ダンテは亡くなるこの年までに代表作『神曲』を完成させる（1304年 - ）。
- 1321年 - フィレンツェ大学創建。
- 1323年 - 教皇ヨハネス22世の回勅「クム・インテル・ノンヌッロス」。
教皇はフランシスコ会の「清貧論争」に介入し、フランシスコ会厳格派（聖霊派）を断罪。
- 1323年 - 教皇ヨハネス22世がトマス・アクィナスを列聖する。
- 1323年頃 - 【フランス】ベルナール・ギー『異端審問の実務』。
- 1324年 - 旅行家マルコ・ポーロ死去。
- 1325年 - アルトパーショの戦いで、ルッカの傭兵隊長カストルッチョ・カストラカーニがフィレンツェ軍に勝利。
この敗北で危機克服のためフィレンツェは、ナポリ王ロベルト1世の息子カラブリア公カルロを、僭主として迎え入れる。
- 1325年 - パドヴァのマルシリウス『平和の擁護者』。
- 1327年 - ルッカ公国成立。
- 1327年 - フィレンツェで天文学者チェッコ・ダスコリが異端の罪で火刑に処せられる。
- 1327年 - アヴィニョンの聖クララ教会でペトラルカとラウラの運命的な出会い、詩人は『カンツォニエーレ』を書き始める。
- 1328年 - ローマにて神聖ローマ皇帝ルートヴィヒ4世の戴冠式。
皇帝はアヴィニョン教皇ヨハネス22世を廃位するため、対立教皇ニコラウス5世を即位させる（ - 1330年）。
戴冠式を取り仕切ったパドヴァのマルシリウスはローマの教皇代理に任命される。
この皇帝の下に哲学者ウィリアム・オッカム、ジャンダンのヨハネス、フランシスコ会総長チェゼーナのミカエルらが結集。
- 1328年 - マントヴァのボナコルシ家が倒され、ゴンザーガ家が権力を掌握。
- 1328年頃 - 【ドイツ】神学者・神秘主義者エックハルト死去。
- 1330年 - タッデオ・ガッディによるサンタ・クローチェ聖堂壁画「羊飼いへの天使の知らせ」完成（1328年 - ）。
- 1330年頃 - ヤコポ・デル・カセンティーノ「カニョーラ三連祭壇」（ウフィツィ美術館蔵）はこの頃のものか（1320年頃 - ）。
- 1331年 - ドミニコ会士のポルデノーネのオドリック死去。
インドや中国で宣教活動を行うとともに各地域の記録を残し、マンデヴィル『東方旅行記』（→1371年）にも影響を与える。
- 1333年 - シモーネ・マルティーニ「受胎告知」（ウフィツィ美術館蔵）。
- 1333年 - フィレンツェのアルノ川の氾濫でヴェッキオ橋が流される（→1345年）。
- 1334年 - 教皇ヨハネス22世死去、教皇ベネディクトゥス12世即位。
- 1334年 - ジョットがフィレンツェ大聖堂の「ジョットの鐘楼」建設に着手（ - 1387年）。
- 1336年 - ペトラルカがアヴィニョン近郊ヴァントゥ山の登山に挑み頂上まで登る（近代的登山の先駆け）。
- 1337年 - ジョット死去。
- 1337年 - 【イングランド・フランス】百年戦争始まる（ - 1453年）。
- 1338年 - 教皇ベネディクトゥス12世がフランシスコ会修道士ジョヴァンニ・デ・マリニョリをモンゴル帝国に派遣する。
- 1338年 - 【ドイツ】 レンゼ選帝侯会議で、神聖ローマ皇帝選挙に教皇の許可は不要であると宣言。
- 1338年頃 - ペトラルカ『アフリカ』。
- 1339年 - シモン・ボッカネグラが初代ジェノヴァ元首に就任
- 1339年 - アンブロージョ・ロレンツェッティ、シエナ市庁舎の平和の間壁画「善政と悪政の寓意と効果」完成。
- 1339年 - カラブリアのバルラアムが、東ローマ帝国から東西教会合同のためアヴィニョン教皇庁へ送られる。
バルラアムは南イタリア人で、グレゴリオス・パラマスの静寂主義（ヘシュカスモス）を批判したことで名を挙げていた。
バルラアムはこの滞在中にペトラルカにギリシア語を教授する。
- 1340年頃 - イタリア初の多声音楽文化・トレチェント音楽の最盛期。
代表者はゲラルデッロ・ダ・フィレンツェ、ロレンツォ・ダ・フィレンツェ、フランチェスコ・ランディーニ。
- 1340年頃 - シモーネ・マルティーニがアヴィニョンに招かれ教皇宮殿の壁画を描く（国際ゴシック様式）。
- 1341年 - ペトラルカ、桂冠詩人になる。
- 1342年 - フィレンツェのブオナッコルシ商会の経営破綻（「14世紀の経済危機」の始まり）。
この景気悪化で、その後1343年にペルッツィ商会とアッチャイオーリ商会､1346年にバルディ商会と連続して経営破綻。
- 1342年 - 政治的混乱でフィレンツェが共和国体制を停止し、ナポリ王ロベルト1世の庇護を求める。
その結果ナポリ王配下のアテネ公ゴーティエ・ド・ブリエンヌに全権委任し、僭主として迎え入れる（ - 1343年）。
- 1343年 - ティレニア海に面するナポリ湾周辺で地震、この津波によりアマルフィの市街区のほとんどが壊滅する。
- 1343年 - アテネ公が専制の不満から追放され、フィレンツェは自治を回復。
- 1343年 - ピサ大学創建。
- 1343年 - ヴェネツィアのサン・マルコ大聖堂祭壇装飾「パラ・ドーロ」が補修される。
元首アンドレア・ダンドロの命によるもので、パオロ・ヴェネツィアーノが祭壇装飾を担当している。
- 1344年 - キプロス十字軍。
- 1345年 - タッデオ・ガッディの設計でフィレンツェのヴェッキオ橋再建される（現在まで残存）。
- 1345年 - 【フランス】パリのノートルダム大聖堂完成（1163年 - ）。
- 1347年 - ニコラ・ディ・リエンツォ、ローマで護民官となるが失脚（コーラ革命）。
- 1347年 - ハンガリー王ラヨシュ1世がナポリ女王ジョヴァンナ1世を追放、ナポリ王位を要求し首都ナポリを占領（→1382年）。
- 1347年 - 【クリミア】モンゴル人と交戦中のジェノヴァ領カッファでヨーロッパで最初のペスト罹患者が記録される。
黒海から地中海へのジェノヴァ人の航路をたどり、シチリア島のメッシーナで初めてイタリアにペストが上陸する。
- 1348年 - 南アルプスのフリウリ地方を震源とする大地震発生（1月25日）。
ケルンテン地方のフィラッハで最大級の被害、ヴェネツィアからナポリまでイタリア半島全域で被害が及ぶ。
ローマのサンタ・マリア・マッジョーレ大聖堂のバシリカ建築はこの歴史的地震に伴う崩壊の危機を乗り越える。
- 1348年 - ナポリ女王ジョヴァンナ1世から教皇クレメンス6世にアヴィニョンが売却される。
以後、フランス革命で没収されるまでアヴィニョンは教皇領となる。
- 1348年頃 - ヨーロッパにペスト（黒死病）大流行（→1347年）。
『カンツォニエーレ』にも歌われたペトラルカの恋人ラウラはこのペストで死去。
フィレンツェの銀行家であり年代記作家でもあったジョヴァンニ・ヴィッラーニもこのペストで死去。
フィレンツェ派の芸術家ではアンドレア・ピサーノ、ベルナルド・ダッディ、マーゾ・ディ・バンコがこのペストで死去。
シエナ派の芸術家ではピエトロ、アンブロージョのロレンツェッティ兄弟がこのペストで死去。
疫病を避けた人々の閑談から生まれたのがボッカッチョの『デカメロン』 (ペスト文学)。
- 1348年 - 【ボヘミア】プラハ大学創建とプラハ市街の大改修始まる。神聖ローマ皇帝カール4世による。
プラハを根拠地としたカール4世は、すでにプラハに大司教座を設置し（1344年）て聖ヴィート大聖堂の改修に着手していた。
この改修のためフランス人アラスのマティアがアヴィニョン教皇宮殿から召喚され、プラハは国際ゴシックの中心地となる。
- 1349年 - 教皇クレメンス6世が「鞭打ち苦行者」（フラゲラント（英語版））を非難し禁圧する回勅を布告。
- 1349年 - 【ドイツ】後期スコラ哲学を代表する唯名論者ウィリアム・オッカムがミュンヘンにて死去。
- 1350年 - アヴィニョンの教皇インノケンティウス6世に委任され、枢機卿アルボルノスが教皇代理となる（ - 1357年）。
元スペイン軍人だったアルボルノスは、教皇不在で僭主たちが蚕食していた教皇領を平定する。
- 1350年頃 - 女性神秘家のスウェーデンのビルギッタがローマに定住、以後亡くなるまでローマで過ごす（ - 1373年）。
- 1350年頃 - 【フランス】「ジャン2世善良王の肖像」（ルーブル美術館蔵、アルプス以北の最古期の個人肖像画）。
- 1351年 - ペトラルカ『凱旋』に着手（ - 1374年）。
- 1352年 - ナポリ女王ジョヴァンナ1世が亡命先のフランスからナポリに帰還（→1347年）。
- 1353年 - サン・ジミニャーノがフィレンツェに占領され、対シエナの前線基地になる。
- 1353年頃- ボッカッチョが『デカメロン』を完成させる。
- 1354年 - 神聖ローマ皇帝カール4世のイタリア遠征、翌1355年にローマで戴冠式を行う。
- 1354年 - ニコラ・ディ・リエンツォが教皇インノケンティウス6世に許され、イタリアでアルボルノス枢機卿と合流。
やがてアルボルノスと別れローマに帰還するも、ローマでの独裁を不満に思った市民の反乱で殺される。
- 1355年 - ヴェネツィアで元首マリーノ・ファリエロがクーデタを起こすも失敗し、処刑される。
- 1355年頃 - ブオナミーコ・ブファルマッコによるピサ・カンポサント連作フレスコ画「死の勝利」。
- 1356年 - 【ドイツ】ニュルンベルクとメッツの帝国議会において神聖ローマ皇帝カール4世が金印勅書を発布。
- 1357年 - 枢機卿アルボルノスが一時教皇代理を解任される。
その直後、彼の指揮でファーノで議会が開かれ、教皇への服従・各領地の自治などが決められる（ファーノ憲章）。
- 1358年 - 枢機卿アルボルノスが再び教皇代理となり教皇領の回復に着手（ - 1364年）。
- 1358年 - ヴェネツィアの支配を脱し、ドゥブロヴニクがラグーザ共和国として自立。
- 1358年 - 【オーストリア】ルドルフ4世（建設公）がオーストリア大公を自称する（ - 1365年）。
ハプスブルク家を大公に格上げし、シュテファン大聖堂（1359年完成）、ウィーン大学（1365年創設）の建設を推進。
- 1358年 - 【フランス】パリでのエティエンヌ・マルセルの反乱、フランス東北部でのジャックリーの乱。
- 1358年 - 【オーストリア】ウィーンにてスコラ哲学者であるリミニのグレゴリウス死去。
- 1358年 - 【フランス】「ビュリダンのロバ」や「インペトゥス理論」で知られるスコラ哲学者ジャン・ビュリダン死去。
- 1359年 - レオンツィオ・ピラートがボッカッチョに招かれ、フィレンツェ大学でギリシア語講座を開設。
- 1359年 - オルカーニャによるオルサンミケーレ教会のタベルナクル（天蓋付き壁龕）。
- 1359年 - 【ドイツ】フライブルクのフランシスコ会修道士ベルトルト・シュヴァルツが黒色火薬を発明か。
- 1360年頃 - 【ドイツ】「レットゲンのピエタ（ドイツ語版）（ボン・ライン州立美術館蔵）」が作られる。
- 1361年 - 教皇不在のローマでラテラノ宮殿が炎上、1307年の大火に続く不祥事で宮殿の荒廃が進む。
- 1361年 - パヴィア大学創建。
- 1361年 - 盲目の音楽家フランチェスコ・ランディーニがフィレンツェのサンタ・トリニタ修道院のオルガニストとして雇われる。
- 1361年頃 - 2度目のペスト大流行（ペスティス・セクンダあるいはペスティス・プエロルム（子供のペスト））（→1348年頃）。
- 1362年 - 教皇インノケンティウス6世死去、教皇ウルバヌス5世即位
- 1364年 - アルボルノスが教皇代理を解任され引退、引退後はオルヴィエートやナルニなどイタリア各地に要塞を建造。
- 1364年 - カッシナの戦いで、フィレンツェがピサに勝利。
- 1365年 - サヴォイア伯十字軍。
- 1366年 - ペトラルカが教皇ウルバヌス5世宛てにローマへの帰還を勧める書簡を送る（『老年書簡集』所収）。
- 1367年 - 教皇ウルバヌス5世がアヴィニョンからローマへ帰還する。
しかしこの滞在は一時的なものであり、1370年には教皇は再びアヴィニョンに戻り、同年その地で死す。
- 1367年 - 教皇のローマ入りを目前にヴィテルボにて枢機卿アルボルノス死去。
その死を悼んで音楽家ヨハンネス・チコーニア（父）がバッラータ「涙を浮かべて」を捧げる 。
- 1368年 - アンドレア・ダ・フィレンツェによるフィレンツェのサンタ・マリア・ノヴェッラ教会壁画「教会の伝道と勝利」完成（1366年 -  ）
- 1368年頃 - イングランドの詩人チョーサーがイタリアに渡り、ペトラルカと交友関係を結ぶ。
チョーサーはペトラルカの影響からイタリア式十四行詩ソネットをイギリス文学に導入し「英詩の父」と呼ばれる。
- 1369年 - 【ブルゴーニュ】ブルゴーニュ公フィリップ豪胆公とフランドル女伯マルグリット3世の結婚。
この結婚により1384年には夫妻はブルゴーニュとフランドルの支配権を獲得、ここが「北方ルネサンス」の舞台となる。
- 1369年頃 - 3度目のペスト大流行（ペスティス・テルティア）（→1348年頃） 。
- 1370年 - 教皇ウルバヌス5世死去（→1367年）、アヴィニョンにて教皇グレゴリウス11世即位。
- 1370年 - 東ローマ帝国皇帝ヨハネス5世がイタリア訪問中、負債の問題でヴェネツィアにて拘束される。
ヴェネツィア元首アンドレア・コンタリーニは多額の身代金を受け取ることで、翌1371年ヨハネス5世を釈放。
- 1371年 - 【フランス】ジャン・ド・マンデヴィル『東方旅行記』の最古の写本。
- 1372年 - ピサの斜塔完成（1173年 - ）。
- 1373年 - 女性神秘家のスウェーデンのビルギッタがローマで死去（1391年列聖）。
ローマでビルギッタとともに暮らしていた娘のカタリナは遺骨をスウェーデンに持ち帰り、ヴァドステーナ修道院に埋葬する。
- 1374年 - ペトラルカ死去。
- 1375年 - 八聖人戦争で、フィレンツェとローマ教皇庁が戦う（ - 1378年）。
- 1375年 - ボッカッチョ死去。
- 1376年 - ドミニコ会修道女シエナのカタリナが教皇グレゴリウス11世へローマへの帰還を促す（→1377年）。
- 1376年 - 【イングランド】ジョン・ウィクリフが『俗権論』を執筆し、ローマ教皇の権威と権力を否定。
以後その主張はロラード派を生み出し、1381年のワット・タイラーの乱の指導者ジョン・ボールにも影響する。
- 1377年 - 教皇グレゴリウス11世のローマ帰還、教皇庁のアヴィニョン捕囚終わる（1308年 - ）。
- 1377年 - チェゼーナの大虐殺。
枢機卿ロベール・ド・ジュネーヴ（後の対立教皇クレメンス7世）の指示でジョン・ホークウッドの部隊が実施。
この時期、イングランド人ホークウッドなど傭兵隊長（コンドッティエーレ）が外国人部隊を指揮しイタリア各地を蹂躙。
- 1377年 - アルベリコ・ダ・バルビアーノがイタリア人だけの傭兵部隊「サン・ジョルジョ軍団」を結成。
- 1377年 - 【フランス】アルス・ノーヴァの代表者でありノートルダム・ミサ曲を手がけたギヨーム・ド・マショー死去。
- 1377年頃 - 【イングランド】ウィリアム・ラングランド『農夫ピアズの夢』。
- 1378年 - 教皇グレゴリウス11世死去、その後の教皇選挙（コンクラーヴェ）が紛糾。
教会大分裂が始まり（ - 1417年）、ローマ派の教皇ウルバヌス6世と、アヴィニョン派の教皇クレメンス7世が対立。
- 1378年 - フィレンツェでチョンピの乱起こる（ - 1382年）。
サルヴェストロ・デ・メディチが「正義の旗手」に選ばれ、一時的に毛織物業労働者など下層民衆の英雄に祭り上げられる。
- 1378年 - チョーサーが密命を帯びてイタリアに渡る、ミラノのヴィスコンティ家と傭兵隊長ジョン・ホークウッドと接触したか。
- 1379年 - アルティキエーロによるパドヴァのサンタントニオ大聖堂のフレスコ壁画完成。
- 1380年 - シエナのカタリナ死去（1461年列聖）、残された多くの書簡は初期トスカーナ文学を代表する。
- 1381年 - キオッジャの戦いでヴェネツィアがジェノヴァに勝利して海上覇権を握る（1379年 - ）。
- 1382年 - ナポリ女王ジョヴァンナ1世が又従弟のカルロ・ディ・ドゥラッツォによって暗殺される
カルロに暗殺を命じたのはハンガリー王ラヨシュ1世、カルロはカルロ3世としてナポリ王位に就く。
- 1382年 - 【フランス】数学者・天文学者であり、国王シャルル5世の貨幣改革の理論家として活躍したニコル・オレーム死去。
- 1385年 - チョンピの乱が鎮圧され、サルヴェストロ・デ・メディチやミケーレ・ディ・ランドがフィレンツェから追放される（→1378年）。
- 1385年 - ミラノのジャン・ガレアッツォが叔父のベルナボを失脚させ、ミラノの完全な支配権を手中に収める。
以後ミラノによる北イタリア統一が進む（1387年にヴェローナ、1399年にピサとシエナ、1402年にボローニャとペルージア）。
- 1385年 - ナポリ王カルロ3世がラヨシュ1世亡き後のハンガリー王に迎え入れられる（カーロイ2世）。
しかし翌1386年にカルロ3世は、反対派であるラヨシュ1世未亡人エリザベタ・コトロマニッチに暗殺される。
- 1386年 - ミラノ大聖堂の建設開始（ - 1813年）。
- 1386年 - 【ポーランド】リトアニア大公ヤギェウォ（ヨガイラ）とポーランド女王ヤドヴィガの結婚によるヤギェウォ朝の成立。
- 1386年 - 【ドイツ】ハイデルベルク大学創建。
- 1387年頃 - 【イングランド】チョーサー『カンタベリー物語』執筆開始（ - 1400年、未完）。
- 1388年 - アッチャイオーリ家のネリオ1世がアテネ公となる。
アッチャイオーリ家はフィレンツェの名家で、以後オスマン帝国に支配されるまで同家がアテネ公位を継承（ - 1458年）。
- 1389年 - ローマ派の教皇ウルバヌス6世死去、後継はボニファティウス9世。
ボニファティウス9世は歴代教皇で唯一、二度の聖年（1390年と1400年）を行う。またこの際に贖宥状を初めて発行した。
- 1380年代 - アーニョロ・ガッディがフィレンツェ・サンタ・クローチェ聖堂の聖歌隊席のフレスコ画を完成させる。
- 1390年 - 傭兵隊長のジョン・ホークウッドがフィレンツェの総司令官となる（→1377年）。
ミラノのジャン・ガレアッツォの行軍を食い止め、フィレンツェは独立を死守（→1436年）。
- 1391年 - フェラーラ大学創建。
- 1391年 - 教皇庁付歌手でもあったアントニオ・ザッカーラ・ダ・テーラモが、教皇ボニファティウス9世の秘書官となる。
- 1391年頃 - コルッチョ・サルターティ『ヘラクレスの功業について』。
- 1394年 - アヴィニョン派の教皇クレメンス7世死去、後継はベネディクトゥス13世。
- 1395年 - ヴィスコンティ家のジャン・ガレアッツォがミラノ公になりミラノ公国成立（→1385年）。
- 1395年 - フランコ・サケッティ（英語版）『短編小説三百篇』。
- 1395年頃 - 【イングランド】ウィルトンの二連祭壇画（ロンドン・ナショナル・ギャラリー蔵）（ - 1399年）。
- 1396年 - 【ブルガリア】ニコポリスの戦い。
ヴェネツィア・ジェノヴァを含むキリスト教諸国軍がオスマン帝国軍に大敗、東ローマ帝国の危機（→1399年）。
- 1396年 - ギリシア人マヌエル・クリュソロラスがフィレンツェに招聘される。
招聘したのはコルッチョ・サルターティで、これによりフィレンツェにギリシア語講座が開設される（1397年 - 1400年）。
- 1397年 - ジョヴァンニ・ディ・ビッチが「ローマ商会」本店を出身地のフィレンツェに移す（事実上のメディチ銀行の発足）。
- 1397年 - 【デンマーク・ノルウェー・スウェーデン】北欧三国でカルマル同盟が結ばれる（ - 1523年）。
この実質的な同君連合の中心はデンマーク王母マルグレーテ1世。
- 1398年 - フランスがアヴィニョン教皇ベネディクトゥス13世の支持を撤回。
ジョーフレ・ブシコーの率いる軍がアヴィニョンの教皇宮殿を包囲し、教皇の篭城は1403年まで5年間続く。
- 1399年 - 東ローマ皇帝マヌエル2世、オスマン帝国に対する救援依頼のためイタリアを含む西欧各地を歴訪（ - 1402年）。
皇帝マヌエル2世は、パレオロゴス朝ルネサンスと呼ばれる最末期のビザンティン文化を代表する文人でもある。
- 1399年 - 【ブルゴーニュ】メルキオール・ブルーデルラム「ディジョンの祭壇画」（旧シャンモル修道院蔵）（1393年 - ）。

## 1400年 - 1499年
1400年代（クアトロチェント Quattrocento）：フィレンツェの経済力を背景に文芸、美術など各分野に人材が輩出し、ルネサンス文化が栄える。東ローマ帝国の知識人がもたらしたギリシャ語文献や印刷術の発明から大きな刺激を受ける。
- 1400年頃 - チェンニーノ・チェンニーニ『絵画術の書』。
- 1401年 - フィレンツェ大聖堂洗礼堂の扉の設計競技、ロレンツォ・ギベルティが当選。
- 1401年 - ジョヴァンニ・ドミニチ『家政の指針』。
- 1401年頃 - 【ボヘミア】ヨハネス・フォン・テープル『ボヘミアの農夫（農夫と死）』。
- 1402年 - ミラノ公ジャン・ガレアッツォ急逝、ミラノによる北イタリア統一は挫折。
ミラノ公位は息子ジョヴァンニ・マリーアが継承するが、公国は求心力を失い弱体化。
- 1402年頃 - ピエル・パオロ・ヴェルジェーリオ『若者の高貴な振る舞いと自由教育について』。
- 1403年 - ヴェネツィアに世界初の検疫のための隔離施設「ラザレット・ヴェッキオ」が設置される。
- 1403年 - 教皇ベネディクトゥス13世がアヴィニョンから逃亡し、ルイ2世・ダンジューに庇護される（→1398年）。
- 1404年 - 【フランス】ヴェネツィア出身の女流詩人クリスティーヌ・ド・ピザンによる『薔薇のことば』。
- 1404年 - 【ブルゴーニュ】クラウス・スリューテル「モーセの井戸」完成（1395年 - ）。
- 1405年 - ヴェネツィアがヴェローナとパドヴァを占領し、ヴェネト地方の覇権を握る。
- 1405年頃 - ロレンツォ・モナコ「エジプトへの逃避」。
- 1405年頃 - 【フランス】百年戦争を記録した『年代記』の作者ジャン・フロワサール死去。
- 1406年 - フィレンツェがピサを占領し、トスカーナ地方の覇権を握る。
- 1407年 - ジェノヴァにサン・ジョルジョ銀行設立。
- 1408年 - ヴェネツィアがハンガリー王国からダルマチアを奪取する。
- 1408年 - ナポリ王ラディズラーオ1世がローマを占領（→1413年）。
- 1409年 - ピサ教会会議開催、教会大分裂は終結せず、三教皇の鼎立状態となる。
ローマ派の教皇グレゴリウス12世、アヴィニョン派の教皇ベネディクトゥス13世、ピサ派の教皇アレクサンデル5世。
- 1409年 - ドナテッロ「ダビデ像」（バルジェロ美術館蔵・大理石製）完成（→1446年）。
- 1409年 - 【ドイツ】ライプツィヒ大学創建。
プラハ大学学長ヤン・フスらによるチェコ人優遇策に抗議してプラハ大学を去ったドイツ人による設立。
- 1409年 - 【フランドル】ランブール兄弟『ベリー公のいとも豪華なる時祷書』完成。
- 1410年 - ピサ派の教皇アレクサンデル5世死去。
枢機卿バルダッサレ・コッサがピサ派の教皇ヨハネス23世として選出される。
選出に尽力したメディチ家のジョヴァンニ・ディ・ビッチはローマ教皇庁会計院の財務管理者となり、莫大な利益を得る。
- 1410年 - ピサ派の教皇ヨハネス23世がローマを制圧するためルイ2世・ダンジューを派遣する（→1411年）。
ナポリ王ラディズラーオ1世と彼の支持していたローマ派の教皇グレゴリウス12世はローマから逃亡。
- 1410年 - 枢機卿ピエール・ダイイ『世界の姿（イマゴ・ムンディ）』。
- 1410年 - 「ダティーニ文書」と呼ばれる膨大な商業文書を残したプラートの商人フランチェスコ・ディ・マルコ・ダティーニ死去。
- 1410年頃 - ゲラルド・スタルニーナにより「テーベの隠者たち」（ウフィツィ美術館蔵）が描かれたか。
- 1410年頃 - 【ロシア】アンドレイ・ルブリョフ「聖三位一体（至聖三者）」。
- 1411年 - ロッカセッカの戦いで、ナポリ王ラディズラーオ1世がルイ2世・ダンジューを撃退（→1413年）。
- 1411年 - ナポリ王ラディズラーオ1世がサンタンナ・ディ・ロンバルディ教会（サンタ・マリア・ディ・モンテオリヴェート教会）を建立。
- 1412年 - ミラノ公ジョヴァンニ・マリーアが暗殺される。弟フィリッポ・マリーアは公位を継承し、旧領の回復に着手。
- 1412年 -  【アラゴン】カスペの妥協により、トラスタマラ家のフェルナンド1世がアラゴン王になる。
- 1413年 - ナポリ王ラディズラーオ1世が再びローマを占領、ピサ派の教皇ヨハネス23世がフィレンツェに逃亡。
- 1414年 - コンスタンツ公会議開催（ - 1418年）。
会議を主導したのは神聖ローマ皇帝ジギスムント、神学者ではピエール・ダイイやジャン・ジェルソンが活躍。
- 1415年 - コンスタンツ公会議の決定により、プラハ大学元学長ヤン・フスが異端者として火刑に処される（→1419年）。
- 1415年 - 【ポルトガル】国王ジョアン1世とその子エンリケ航海王子らが北アフリカのセウタを攻略。
- 1416年 - サヴォイア公国が成立し、サヴォイア家のアメデーオ8世の支配下に置かれる。
- 1417年 - コンスタンツ公会議で、コロンナ家出身のマルティヌス5世を教皇に選出、教会大分裂終わる。
- 1417年 - 人文主義者ポッジョ・ブラッチョリーニにより、ドイツで古代ローマの哲学者ルクレティウス『事物の本性について（英語版）』の写本が発見される。
- 1418年 - フィレンツェ大聖堂大ドームの設計競技、フィリッポ・ブルネレスキが当選（→1436年）。
- 1418年 - 枢機卿ピエール・ダイイ『教会改革論』。
- 1418年 - 【フランス】パリの出版業者で錬金術師とも言われたニコラ・フラメル死去。
- 1419年 - フィレンツェにて廃位された対立教皇ヨハネス23世死去。
後年、サン・ジョバンニ洗礼堂に「教皇ヨハネ23世墓碑」がドナテッロらによって作られる（1425年-1428年）。
- 1419年 - ヤコポ・デッラ・クエルチャによるシエナのカンポ広場「喜びの泉（フォンテ・ガイア）」完成（1414年 - ）。
- 1419年 - 【ボヘミア】第一次プラハ窓外投擲事件。フス戦争始まる（ - 1439年）。
この戦争でヤン・ジシュカ率いるフス派は最新鋭のマスケット銃を使用。ヨーロッパ初の手銃器を使った戦争と言われる。
- 1420年 - 教皇マルティヌス5世が初めてローマ市に入り、荒廃したローマ市の再建始まる（→1417年）。
- 1420年頃 - ミケリーノ・ダ・ベソッツォ「聖カタリナの神秘の結婚」（シエナ絵画館蔵）
- 1421年 - フィレンツェがジェノヴァから海港リヴォルノを購入。
- 1423年 - ヴェネツィア元首としてフランチェスコ・フォスカリが選出され、以後35年近く国政を指導（ - 1457年）。
- 1423年 - ジェンティーレ・ダ・ファブリアーノ「東方三博士の礼拝」。
- 1424年 - ザゴナラの戦いで、ミラノがフィレンツェに大勝、フィレンツェはヴェネツィアに接近（→1427年）。
- 1424年 - 【フランス】パリのサン・イノサン墓地（英語版）回廊のフレスコ壁画「死の舞踏」が描かれる。
- 1425年 - フェラーラ侯ニッコロ3世・デステが、後妻パリシーナ・マラテスタと前妻の息子ウーゴ・デステの両者を姦通の罪で処刑。
- 1427年 - マクロディオの戦いで、傭兵隊長カルマニョーラ率いるヴェネツィアがミラノに大勝。
- 1427年 - マソリーノとマサッチオ「ブランカッチ礼拝堂壁画」完成。
- 1428年 - マサッチオ死去。
- 1428年 - 【フランドル】ロベルト・カンピン「メロードの祭壇画」完成（1425年 - ）。
- 1429年 - メディチ家のジョヴァンニ・ディ・ビッチ死去、後継者は息子のコジモ・デ・メディチ。
- 1429年 - マッテオ・パルミエーリ『市民生活論』執筆（出版は没後の1528年）。
- 1430年 - ヴェネツィア領テッサロニキ（1423年 - ）がオスマン帝国に降伏しその領土となる。
- 1430年 - ヴェネツィアのコンタリーニ家の「カ・ドーロ（黄金の館）」がボン父子によって完成する（ - 1428年）。
- 1431年 - 教皇マルティヌス5世死去、教皇エウゲニウス4世が即位。
- 1431年 - バーゼル公会議開催（→1438年）。
- 1431年 - サン・ロマーノの戦いで、フィレンツェがシエナに勝利する（→1456年）。
- 1431年 - ロレンツォ・ヴァッラ『快楽論』（エピクロス主義）。
- 1431年 - 【フランス】ジャンヌ・ダルク、ルーアンにて火刑に処される（→1455年）。
- 1432年 - ヴェネツィア共和国に対する背信の罪でカルマニョーラが処刑される（→1427年）。
- 1432年 - 【フランドル】ファン・エイク兄弟「ヘントの祭壇画（神秘の子羊）」完成。
- 1433年 - フェラーラの和約により、ミラノとヴェネツィア・フィレンツェが講和する（1423年 - ）。
ミラノはブレシアとベルガモをヴェネツィアに割譲。フィレンツェではこの和約に不満な反メディチ派が勢いを増す。
- 1433年 - フィレンツェでアルビッツィ家を中心とする反メディチ派が政権を握り、コジモ・デ・メディチらを追放（→1434年）。
- 1433年 - マントヴァが侯爵領に昇格、ジャンフランチェスコ・ゴンザーガ（英語版）が僭主からマントヴァ侯になる。
- 1433年 - ピサネロ「神聖ローマ皇帝ジギスムントの肖像」。
- 1434年 - ミラノとの戦争で大敗北を喫しリナルド・デリ・アルビッツィの政権は崩壊、アルビッツィ一族は逮捕される。
ヴェネツィアに亡命していたコジモ・デ・メディチが帰国し反対派を追放、メディチ家がフィレンツェ支配を確立（ - 1737年）。
- 1434年 - カルマニョーラの後継としてガッタメラータがヴェネツィア軍の司令官に抜擢される（→1432年）。
- 1434年 - 【フランドル】ヤン・ファン・エイク「アルノルフィーニ夫妻の肖像」（ロンドン・ナショナル・ギャラリー蔵）。 
モデルはフィリップ善良公に仕えたイタリア出身の銀行家ジョヴァンニ・ディ・アリーゴ・アルノルフィーニとその婚約者ジョヴァンナ・チェナーミとされていたが、近年の研究でアリーゴ・アルノルフィーニの従兄弟ジョヴァンニ・ディ・ニコラ・アルノルフィーニとその内縁の2番目の妻、あるいは既に死去した最初の妻と考えられている。
- 1435年 - ナポリ女王ジョヴァンナ2世死去。
ヴァロワ＝アンジュー家のルネ・ダンジューとアラゴン王アルフォンソ5世がその後継をめぐって争う（→1442年）。
- 1435年 - アルベルティ『絵画論』執筆。
- 1436年 - 教皇エウゲニウス4世によるフィレンツェ大聖堂の献堂式。
献堂式に合わせフランドル楽派の音楽家ギヨーム・デュファイが「薔薇の花が咲く頃」を作曲。
- 1436年 - カマルドリ会のアンブロージョ・トラヴェルサーリが『ディオニシオス文書』を翻訳。
- 1436年 - フラ・アンジェリコがフィエーゾレからフィレンツェのサン･マルコ修道院に移る。
この修道院で「受胎告知」「ノリ・メ・タンゲレ（我に触れるな）」などの製作を行う。
- 1436年 - ウッチェロ「ジョン・ホークウッド像」（フィレンツェ大聖堂内）（→1390年）。
- 1436年 - サセッタ「東方三博士の旅」（メトロポリタン美術館）完成（1432年 - ）。
- 1436年 - 【フランス】フランボワイヤン様式のルーアンのサン･マクルー教会着工（ - 1521年）。
- 1437年 - バーゼル公会議の開催地移動が決定（→1431年）。
参加者は公会議派と教皇派に分裂し、公会議派はバーゼルに留まり、1439年には対立教皇フェリクス5世を選出。
ニコラウス・クザーヌスら教皇派らはイタリアのフェラーラに移転し、東西教会合同の準備を行う。
東ローマ皇帝ヨハネス8世パレオロゴスやコンスタンティノポリス総主教ヨセフス2世がイタリアに到着。
他に東方教会の代表者としてニカイア府主教ヨハンネス・ベッサリオン、ゲオルギオス・ゲミストス・プレトンらが出席。
- 1438年 - フェラーラで公会議を開催（フェラーラ・フィレンツェ公会議）。
ヴェローナの画家ピサネロが東ローマ皇帝ヨハネス8世の来訪を記念して皇帝の肖像メダルを作成。
フェラーラ侯ニッコロ3世・デステが公会議開催を支援、やがて資金不足や疫病流行で行き詰まる（→1439年）。
- 1438年 - ルカ・デッラ・ロッビア、フィレンツェ大聖堂の「カントリア（歌う見物人）」完成。
- 1438年 - 【フランス】国王シャルル7世がブールジュの国本勅諚（国事詔書）を発令、ガリカニズムの始まり（→1516年）。
- 1439年 - フェラーラでの公会議をフィレンツェに移転（フェラーラ・フィレンツェ公会議）（ - 1445年）。
メディチ家が公会議移転を支援、東西教会代表による合同教令「レテントゥル・チェリ」採択。
ギリシア人ベッサリオンがイタリアに残留、カトリックの枢機卿に任じられる。
- 1440年 - アンギアーリの戦いで、フィレンツェがミラノに勝利（→1503年）。
- 1440年 - ニコラウス・クザーヌス『学識ある無知について』。
- 1440年 - ロレンツォ・ヴァッラ『コンスタンティヌス寄進状の偽作論』。
- 1440年頃 - ヤコポ・ベリーニ「寄進者エステ家公子リオネッロのいる謙譲のマリア」。
- 1441年 - ミラノ公女ビアンカ・マリーア・ヴィスコンティと傭兵隊長フランチェスコ・スフォルツァの結婚（→1450年）。
- 1441年 - 【ドイツ・ネーデルラント】トマス・ア・ケンピス『キリストにならいて』。
- 1442年 - アラゴン王アルフォンソ5世がルネ・ダンジューを追放し、ナポリ王となる。
シチリアの晩祷事件（1282年）以来分裂していたナポリ王国とシチリア王国が一旦統一される。
- 1442年 - アエネアス・シルウィウス・ピッコローミニが桂冠詩人となる。
ピッコローミニは人文主義者で後の教皇ピウス2世（→1458年）、この称号は神聖ローマ皇帝フリードリヒ3世が進呈。
- 1443年頃 - 【フランス】バーテルミー・デック「エクスの受胎告知」。
- 1444年 - フィレンツェ市書記官長で人文主義者のレオナルド・ブルーニ死去（代表作『フィレンツェ人の歴史』）。
- 1444年 - ロレンツォ・ヴァッラ『ラテン語の優雅さについて』。
- 1444年 - コジモ・デ・メディチにより、ニッコロ・ニッコリの蔵書を基礎とした図書館がサン・マルコ修道院に創設される。
- 1444年 - ピエロ・ディ・コジモ・デ・メディチとルクレツィア・トルナブオーニの結婚。
- 1444年 - フランシスコ会修道士のシエナのベルナルディーノ死去（1450年列聖）。
- 1444年 - 【ブルガリア】ヴァルナの戦いで、キリスト教諸国軍がオスマン帝国軍に大敗（ヴァルナ十字軍）。
教皇エウゲニウス4世の特使で枢機卿ジュリアーノ・チェザリーニ、ハンガリーとポーランドの王ヴワディスワフ3世らが戦死。
- 1444年 - 【スイス】コンラート・ヴィッツ「奇跡の漁り」。
- 1445年 - ヴェネツィア元首フランチェスコ・フォスカリの息子ヤコポが贈収賄と汚職で告発される（→1457年）。
- 1445年 - ジョヴァンニ・ディ・パオロ「天地創造と楽園追放」。
- 1445年頃 - ドメニコ・ヴェネツィアーノによるサンタ・ルチア・デ・マニョーリ祭壇画。
- 1446年 - サン・マルコ修道院長アントニーノ・ピエロッツィがフィレンツェ大司教となる（フィレンツェの聖アントニヌス）。
- 1446年 - ドナテッロ「ダビデ像」（バルジェロ美術館蔵・ブロンズ製）完成（1444年 - ）。
- 1446年 - アントニオ・ヴィヴァリーニの三連祭壇画「玉座の聖母子と聖者たち」。
- 1446年 - アルベルティがリミニのマラテスティアーノ教会の設計に携わる。
リミニの領主シジスモンド・パンドルフォ・マラテスタによる依頼であったが、依頼主が死ぬ（1468年）と未完のまま放置される。
- 1447年 - 教皇エウゲニウス4世死去、教皇ニコラウス5世即位。
- 1447年 - ミラノのヴィスコンティ家断絶、市民の蜂起でアンブロジアーナ共和国成立（→1450年）。
- 1447年 - ナポリのベネディクト会修道院長アントーニオ・ダ・バールガ『人間の尊厳、および人間の生の優越について』。
- 1447年 - アレッソ・バルドヴィネッティ「受胎告知」。
- 1448年 - 教皇ニコラウス5世がバチカン図書館を開設
- 1448年頃 - バルトロメオ・ファーチョ『人間の優越と卓越について』
- 1449年 - 教皇ニコラウス5世がバーゼル公会議（1431年 - ）の閉会を宣言。
同時に対立教皇フェリクス5世が退位、以後現在まで対立教皇は存在しない。
- 1450年 - フランチェスコ・スフォルツァが共和国政府を倒し、ミラノ公位を簒奪（→1447年）。
- 1450年頃 - 【フランス】ジャン・フーケ「フランス国王シャルル7世の肖像」。
- 1450年頃 - 【フランス】アンドレ・ディープル（英語版）「パリ高等法院のキリスト磔刑（フランス語版）」。
- 1450年頃 - 【フランドル】ロヒール・ファン・デル・ウェイデン「聖母子を描く聖ルカ」。
- 1450年頃 - 【ドイツ】シュテファン・ロッホナー「薔薇垣の聖母」。
- 1450年頃 - 【ドイツ】ライン地方で『往生術（アルス・モリエンディ）』が出版される。
- 1451年 - ニコラウス・クザーヌスが近視治療のための凹レンズ眼鏡を発明。
- 1452年 - ローマにて神聖ローマ皇帝フリードリヒ3世の戴冠式と結婚式。
なお次代の皇帝はローマで戴冠式を行なわずこの伝統は途絶、ローマで戴冠した皇帝はフリードリヒ3世が最後となる。
- 1452年 - ジャンノッツォ・マネッティ『人間の尊厳と優越について』。
- 1453年 - ドナテッロ「ガッタメラータ将軍騎馬像」完成（→1434年）。
- 1453年 - 【東ローマ帝国】コンスタンティノープルの陥落（東ローマ帝国滅亡）。
最後の東ローマ皇帝コンスタンティノス11世パレオロゴスは戦死、オスマン帝国スルタン・メフメト2世が新しい支配者となる。
ジェノヴァ人傭兵隊長ジョヴァンニ・ジュスティニアーニ・ロンゴや、ヴェネツィア人提督ガブリエレ・トレヴィザンが犠牲となる。
- 1453年 - 【イングランド・フランス】百年戦争終結。
- 1454年 - イタリア五大国がローディの和を結ぶ。
スフォルツァ家がミラノの君主に認められ、ヴェネツィアはその領地をアッダ川まで広げ、両国の講和が成立。
アラゴン王アルフォンソ5世はナポリ王として最終的に認められ、これらの条件にフィレンツェとローマも同調。
五大国は対オスマン帝国戦でのイタリア神聖同盟（1455年）を結成、イタリアは盛期ルネサンス時代を迎える（ - 1494年）。
- 1455年 - フランス国王シャルル7世の宮廷御用商人だったジャック・クールが脱獄し、ローマに亡命。
教皇ニコラウス5世と、続く教皇カリストゥス3世に庇護され、対オスマン朝十字軍の司令官となるが1456年に戦死。
- 1455年 - 教皇カリストゥス3世がジャンヌ・ダルク裁判のやり直しを命じる（→1431年）。
- 1455年 - 【イングランド】薔薇戦争始まる（ - 1485年）。
- 1455年頃 - 【ドイツ】ヨハネス・グーテンベルクによる活版印刷の聖書刊行。
- 1455年頃 - 【フランス】アンゲラン・カルトン「ヴィルヌーブ・レ・ザヴィニョンのピエタ」。
- 1456年 - ヴェネツィア司教であったロレンツォ・ジュスティニアーニ死去（1690年列聖）。
- 1456年 - ウッチェロ「サン･ロマーノの戦い」（→1431年）。
- 1456年 - アンドレア・デル・カスターニョ「ニッコロ・ダ・トレンティーノ騎馬像」。
- 1457年 - 息子の汚職事件にからみフランチェスコ・フォスカリがヴェネツィア元首を辞職させられ、この年に死去。
- 1457年 - フィレンツェの銀行家ルカ・ピッティがピッティ宮殿の建設に着手（ルカの死とともに1472年工事中断）。
- 1458年 - アエネアス・シルウィウス・ピッコローミニが教皇ピウス2世として選出される（ - 1464年）。
- 1458年 - ニコラウス・クザーヌスとトスカネッリが「円積問題」について対談する。
- 1459年 - マントヴァ教会会議で、教皇ピウス2世がオスマン帝国に対する十字軍遠征を提唱。
- 1459年 - 義兄弟関係にあるジョヴァンニ・ベリーニとマンテーニャがそれぞれ個別に「ゲッセマネの祈り」を描く。
- 1460年 - 【ギリシャ】モレアス専制公領がオスマン帝国に占領される。
ここを支配していた東ローマ皇族で、皇帝コンスタンティヌス11世の弟トマスは逃亡し、1462年にイタリア・ローマに亡命。
- 1460年頃 - アントネロ・ダ・メッシーナ「書斎の聖ヒエロニムス」、フランドル式の油彩技法はこの画家がイタリアに招来したか。
- 1460年頃 - フランチェスコ・スクァルチォーネ「聖母子」（ベルリン国立美術館）。
- 1460年頃 - 【ポルトガル】ヌーノ・ゴンサルヴェスにより「サン・ヴィセンテの祭壇画」が描かれたか。
- 1461年 - ブルネレスキ（1446年死去）設計によるサンタ・クローチェ聖堂パッツィ家礼拝堂完成（1430年 - ）。
- 1461年 - ベノッツォ・ゴッツォリ、メディチ・リッカルディ宮のマギ礼拝堂「東方三博士のベツレヘムへの旅」完成（1459年 - ）。
- 1461年 - デジデーリオ・ダ・セッティニャーノ、フィレンツェのサン・ロレンツォ聖堂サクラメント礼拝堂の祭壇完成。
- 1461年 - 【トレビゾンド】最後の東ローマ系政権であるトレビゾンド帝国滅亡。
コムネノス家の皇帝ダヴィドはオスマン帝国に敗れて捕縛され、1463年に処刑される。
- 1461年 - 【フランス】フランソワ・ヴィヨン『遺言詩集』。
- 1461年頃 - アントニオ・フィラレーテ『建築論』。
- 1462年 - フィチーノがコジモ・デ・メディチよりフィレンツェ近郊のカレッジに別荘を与えられる。
この時期からいわゆるプラトン・アカデミーの人文主義的サークルが動き出すか（存在の否定説もあり）。
- 1463年 - ヴェネツィアとオスマン帝国との全面戦争勃発（ - 1479年）。
ヴェネツィアはアルゴスを奪取、ハンガリー王マーチャーシュ1世はボスニアに進軍、スカンデルベクはアルバニアで奮戦。
- 1463年 - フィチーノ『ヘルメス文書』を翻訳。
- 1464年 - 教皇ピウス2世がアンコーナで死去、後継の教皇はパウルス2世。
- 1464年 - コジモ・デ・メディチ死去、「祖国の父」の称号を贈られる。
後継者は息子のピエロ・ディ・コジモ・デ・メディチ、通称は「痛風病み（イル･ゴットーゾ）」。
- 1464年 - レギオモンタヌス『プトレマイオスの天文学大全の抜粋』。
- 1464年 - ミケロッツォ・ディ・バルトロメオによりメディチ・リッカルディ宮殿完成（1444年 - ）。
- 1464年 - フィリッポ・リッピによりプラート大聖堂壁画完成（1452年 - ）。
- 1464年 - アントニオ・フィラレーテ『建築論』（1461年 - ）。
- 1465年 - ドメニコ・ディ・ミケリーノによるフィレンツェ大聖堂の絵画「ダンテ、『神曲』の詩人」。
- 1465年 - 【フランス】ヨハンネス・オケゲムが国王宮廷聖歌隊長となる。
- 1465年頃 - 【フランス】前ナポリ王ルネ・ダンジューの文とバーテルミー・デックの挿絵による写本「囚われし愛の心の書（フランス語版）」。
- 1466年 - ピッティ家の陰謀事件、ピエロ・ディ・コジモ・デ・メディチは暗殺を逃れ、反メディチ派を鎮圧。
- 1466年 - ミラノ公の居城スフォルツェスコ城が完成する（1450年 - ）。
- 1466年 - ウルビーノ伯のドゥカーレ宮殿の建設にルチアーノ・ラウラーナが着手する（ - 1472年）
- 1467年頃 - アルベルティが多アルファベット換字式暗号（ヴィジュネル暗号の原型）を発明。
- 1468年 - 教皇パウルス2世暗殺未遂事件、暗殺に失敗したフィリプ・カリマクスはポーランドに亡命。
- 1468年 - カマルドリの討論会、フィチーノやアルベルティが「至高善」について討議。
ランディーノの『カマルドリ論談』はこの時の記録。
- 1468年 - 枢機卿ベッサリオンがギリシア語写本を含む蔵書をヴェネツィアのサン・マルコ教会に寄贈。
- 1469年 - ピエロ・ディ・コジモ・デ・メディチ死去。
後継者はその息子ロレンツォ・デ・メディチ、通称は「偉大なる（イル･マニフィコ）」。
なおこの年、ロレンツォ・デ・メディチはローマの名門出身のクラリーチェ・オルシーニと結婚。
- 1469年 - ミーノ・ダ・フィエーゾレ「大司教レオナルド・サルターティの胸像」完成（1464年 - ）。
- 1469年 - 【スペイン】アラゴン王子フェルナンドがカスティーリャ王女イサベルと結婚。
後にフェルナンドはアラゴン王フェルナンド2世、イサベルはイサベル1世となり、連合王国スペインを成立させる。
- 1470年 - オスマン帝国が大激戦の末、ヴェネツィア領ネグロポンテを占領（→1479年）。
- 1470年 - フェラーラのスキファノイア宮殿壁画完成（ - 1469年）。
壁画を担当したのはフェラーラ派のコズメ・トゥーラやフランチェスコ・デル・コッサ。
- 1470年頃 - ピエロ・デル・ポッライオーロ「ある女性の肖像」（ミラノのボルディ・ペッツォーリ美術館蔵）。
- 1470年頃 - 【イングランド】トマス・マロリー『アーサー王の死』完成か。
- 1470年頃 - 【フランドル】ペトルス・クリストゥス「若い女の肖像」（ベルリン絵画館蔵）。
- 1471年 - フェラーラが侯爵領から公爵領に昇格し、エステ家のボルソの支配下に置かれる。
同年、ボルソ死去により異母弟エルコレ1世がフェラーラ公となり、文化振興策として多数のフランドル楽派の音楽家を招聘。
アレクサンダー・アグリコラ、ヤーコプ・オブレヒト、ハインリヒ・イザーク、アドリアン・ヴィラールト、ジョスカン・デ・プレなど。
- 1471年 - フィレンツェに服属していたヴォルテッラから明礬の鉱床が発見される（→1472年）。
- 1472年 - ヴェネツィア貴族の娘カタリーナ・コルナーロがキプロス国王ジャック2世と結婚。
ジャック2世が1473年に、その息子のジャック3世が1474年に死ぬと、残されたカタリーナがキプロス女王となる（ - 1489年）。
- 1472年 - 明礬採掘権をめぐりヴォルテッラ市民がフィレンツェの支配に抵抗し武装蜂起（→1471年）。
ロレンツォ・デ・メディチは司令官フェデリコ・ダ・モンテフェルトロを派遣し反乱を鎮圧する。
- 1472年 - シエナのモンテ・デイ・パスキ・ディ・シエナ銀行が創業（現在営業している銀行では世界最古）。
- 1472年 - 【ロシア】モスクワ大公イヴァン3世と東ローマ皇女ソフィア（ゾエ）の結婚。
ソフィアは東ローマ最後の皇帝コンスタンティヌス11世の姪で、父はトマス・パレオロゴス（→1460年）。
この結婚はソフィアの後見人だった教皇シクストゥス4世の東西教会合同の意図が込められていた。
- 1473年 - 【ドイツ・フランス】マルティン・ショーンガウアー「薔薇垣の聖母子」。
- 1474年 - ウルビーノが伯爵領から公爵領に昇格し、モンテフェルトロ家のフェデリーコの支配下に置かれる。
ピエロ・デラ・フランチェスカの「ウルビーノ公夫妻の肖像」はこの時期のものか。
この時期ピエロ・デラ・フランチェスカは『算術論』『遠近法論』『五正多面体論』の三著作をウルビーノ公に献呈。
フランドル人画家ヨース・ファン・ワッセンホフの「12使徒の聖体拝領」もウルビーノ公の依頼でこの年に完成（1465年 - ）
スペイン人画家ペドロ・ベッルゲーテの「ウルビーノ公とその子息グイドバルドの肖像画」もこの時期のものか。
- 1474年 - マンテーニャ、マントヴァのドゥカーレ宮「夫婦の間」壁画完成させる。
この壁画にはマントヴァ候ルドヴィーコ3世・ゴンザーガの一族が描かれている、家族の集団肖像画としては最初期のもの。
- 1474年 -  フィチーノ『プラトン神学』の執筆を終える。
- 1474年 - 地理学者トスカネリがコロンブスと書簡のやりとりを行い、彼のアメリカ到達へ影響を与える。
- 1475年 - トレントの血の中傷事件。
3歳の幼児であるトレントのシモニーノ（シモン）の失踪をユダヤ人によるものとして、彼らを処刑・追放した。
- 1475年 - アントニオ・デル・ポッライオーロ「ヘラクレスとヒュドラ」。
- 1475年 - ヴェロッキオ工房「イエスの洗礼」。
ヴェロッキオの弟子だったレオナルド・ダ・ヴィンチが一部を担当している。
- 1475年 - 教皇シクストゥス4世の発願でシスティーナ礼拝堂の建設始まる。
- 1475年 -  フィチーノ『愛について』（プラトン『饗宴』の注釈書）。
- 1475年 - ポリツィアーノ長編詩『（ジュリアーノ・デ・メディチの）騎馬試合のスタンツェ』を執筆。
- 1475年 - 【フランドル】ディルク・ボウツ「皇帝オットーの裁判」（ベルギー王立美術館蔵）。
- 1475年頃 - 【ドイツ】イスラエル・ファン・メッケネム「モリスカダンス」。
- 1476年 - ミラノのサント・ステファノ教会にてミラノ公ガレアッツォ・マリーアが暗殺される。
長子ジャン・ガレアッツォが公位を継承、その叔父ルドヴィーコ・イル・モーロが摂政となる。
- 1476年 - ジュリアーノ・デ・メディチの愛人シモネッタ・ヴェスプッチ死去。
- 1476年 - フィレンツェのサルタレッリ事件。
金工師ヤコポ・サルタレッリにからみレオナルド・ダ・ヴィンチが同性愛者として匿名で告発されるが、証拠不十分で保釈。
- 1477年 - 【ブルゴーニュ】ブルゴーニュ公シャルル突進公がナンシーで戦死。
フランス国王ルイ11世がブルゴーニュを併合し、「北方ルネサンス」を主導していた公国は崩壊。
後継者マリー女公はハプスブルク家のマクシミリアン1世と結婚することでフランスを牽制する。
- 1477年 - 【ブルゴーニュ】アントワーヌ・ル・モワトゥリエ帰属とされる「フィリップ・ポーの墓」（ - 1483年）。
- 1478年 - パッツィ家の陰謀事件、弟ジュリアーノ・デ・メディチが襲撃され殺害される。
一命を取りとめた兄ロレンツォ・デ・メディチにより、フィレンツェの反メディチ家派が処刑される。
陰謀失敗の後、反メディチ派の教皇シクストゥス4世は、ナポリ王国と組んでフィレンツェを攻撃（パッツィ戦争）。
- 1478年 - 教皇シクストゥス4世がスペインのカトリック両王に異端審問官任免権を与える。
「スペイン異端審問」はスペインの王権強化の手段として発展した、異端審問所長官となったのはトマス・デ・トルケマダ。
- 1479年 - オスマン帝国との戦争（1463年 - ）終結の講和。
ヴェネツィアはネグロポンテ・アルゴス・レムノス・シュコドラなどを失う。
- 1479年 - バルトロメオ・プラティナ『教皇伝』。
- 1479年 - 【ロシア】イタリア人建築家フィオラヴァンティがモスクワ・クレムリン内のウスペンスー大聖堂を建設。
- 1480年 - ナポリに単身乗り込んだロレンツォ・デ・メディチと、ナポリ王フェルディナンド1世との和平交渉成立。
- 1480年 - オトラントの戦い、オスマン帝国軍がイタリア南部に上陸（ - 1481年）。
- 1480年 - ヴェネツィア派の画家ジェンティーレ・ベリーニがオスマン帝国の都イスタンブールに出向く。
この時に描かれたのが「スルタン・メフメト2世の肖像」
- 1480年 - ヒューホー・ファン・デル・フースの「ポルティナーリの祭壇画」がフィレンツェに運ばれる（完成は1475年）。
- 1480年 - フィレンツェのヴェスパジアーノ・ダ・ビスティッチが書籍商から引退。
以後、没年（1498年）まで聖職者や政治家や文化人たちの想い出をまとめた『15世紀有名人列伝』の執筆にいそしむ。
- 1480年頃 - メロッツォ・ダ・フォルリによりローマのサンティ・アポストリ教会後陣の丸天井壁画「奏楽天使」完成。
- 1481年 - バチカン図書館館長バルトロメオ・プラティナが図書目録を作成、この図書館の蔵書は3500点を数えた。
- 1482年 -  フェラーラ戦争で、フェラーラ公エルコレ1世・デステが教皇・ヴェネツィア連合軍と戦う（ - 1484年）。
- 1482年 -  オスマン帝国のスルタン・バヤジット2世の弟ジェムがキリスト教側のロドス島に亡命する。
- 1482年 -  フィチーノ、「プラトン全集」翻訳完成、『プラトン神学』出版（1474年 - ）。
- 1482年 -  ミラノ公国摂政ルドヴィーコ・イル・モーロがレオナルド・ダ・ヴィンチをミラノに招く（ - 1499年）。
レオナルドの長期滞在はこの地にミラノ派と呼ばれる追随者を生み出す、代表はベルナルディーノ・ルイーニ（→1531年）。
- 1482年 -  ペルジーノによるシスティーナ礼拝堂壁画「聖ペテロへの天国の鍵の授与」完成（1480年 - ）。
- 1482年頃 -  ボッティチェッリ「春（プリマヴェーラ）」（ウフィツィ美術館蔵）。
- 1482年頃 -  フランチェスコ・マルティーニの『市民建築および軍事建築に関する理論書』。
- 1483年 - ルイジ・プルチ『モルガンテ』最終版出版。
- 1483年 - ヴェロッキオ「バルトロメーオ・コッレオーニ像」完成（1479年 - ）。
- 1484年 - 教皇インノケンティウス8世の回勅「スンミス・デジデランテス（限りなき願いをもって）」。
魔女狩りの指南書となった『魔女に与える鉄槌』（1487年出版）はこの回勅を転用した。
- 1484年 - 世界最古のタロットカードの「ヴィスコンティ・スフォルツァ版」はこの年のもの。
- 1484年 - 【フランス】タペストリー「貴婦人と一角獣」連作（パリ中世美術館蔵）が製作されたか（ - 1500年頃）。
- 1485年 - 【イングランド】薔薇戦争が終結し、ヘンリー7世が国王に即位してテューダー朝成立。
- 1485年頃 -  ボッティチェッリ「ヴィーナスの誕生」（ウフィツィ美術館蔵）。
- 1485年 - 1490年頃 - ロレンツォ・コスタ「合奏」（ロンドン・ナショナル・ギャラリー蔵）。
- 1486年 -  ピコ・デラ・ミランドラが自選の「900の命題」をもとにローマで哲学・神学討論会を企画する。
この討論会のために書いた原稿は『人間の尊厳について』としてまとめられ、魔術やヘルメス主義やカバラについても言及。
教皇庁はこうした命題の一部を異端だと見做し、討論を中止させ逃走したピコを捕縛。ピコはメディチ家の助力で釈放される。
- 1486年 -  レオナルド・ダ・ヴィンチ「岩窟の聖母」（ルーヴル美術館蔵）完成（→1506年）。
- 1486年 -  フィリッピーノ・リッピ「聖ベルナルドゥスの幻視」（バディア聖堂蔵）。
- 1486年 -  カルロ・クリヴェッリ「聖エミディウスのいる受胎告知」（ロンドン・ナショナルギャラリー蔵）。
- 1486年 -  ジョスカン・デ・プレがローマ教皇庁礼拝堂付属聖歌隊の一員となる。
- 1487年 -  亡命ギリシア人であり、フィチーノのギリシア語の師であるヨハネス・アルギュロプロス死去。
- 1487年頃 -  レオナルド・ダ・ヴィンチ「ウィトルウィウス的人体図」。
- 1488年 -  ギルランダイオの工房へミケランジェロが入門する。
- 1489年 -  キプロス王国の女王カタリーナがキプロスの支配権をヴェネツィアに譲渡する（→1472年）。
カタリーナは女王の位を退いてヴェネツィアに帰国し、一市民に戻って1520年に死去。
- 1489年 -  フィチーノ『三重の生について』。
- 1489年 - パオロ・コルテージ『学識ある人々について』。
- 1489年 - 古代ローマ美術の秀作「ベルヴェデーレのアポロン」が発掘される。
- 1489年 - 【フランドル】ハンス・メムリンク「聖ウルスラの聖遺物箱」（ブリュージュのメムリンク美術館）。
- 1490年 -  マントヴァ公フランチェスコ2世・ゴンザーガとフェラーラ公女イザベラ・デステの結婚。
- 1490年 -  レオナルド・ダ・ヴィンチ「白貂を抱く貴婦人」完成、モデルはチェチーリア・ガッレラーニ。
- 1490年 -  ギルランダイオによるサンタ・マリア・ノヴェッラ教会壁画「聖母マリアの生涯」完成（1486年 - ）。
この壁画の「神殿のザカリアス」にフィチーノ、ランディーノ、ポリツィアーノ、デメトリオス・カルココンデュレスの肖像画がある。
- 1490年 - 【ハンガリー】ハンガリー国王マーチャーシュ1世死去。
アルプス以北で最大と言われた蔵書・コルヴィナ文庫を残す。
- 1490年頃 - 【フランドル】ヘールトヘン・トット・シント・ヤンス「荒野の洗礼者ヨハネ」（ベルリン絵画館蔵）。
- 1491年 - ミラノ公国のルドヴィーコ・イル・モーロ（バーリ公）とフェラーラ公女ベアトリーチェ・デステの結婚。
- 1491年 - ベルナルディーノ・カイミによりピエモンテ最古のサクロ・モンテであるヴァラッロのサクロ・モンテが造営される。
- 1492年 - フィレンツェの黄金時代を築いたロレンツォ・デ・メディチ死去。
後継者はその息子ピエロ・ディ・ロレンツォ・デ・メディチ、通称は「不運なるピエロ（ピエロ・ロ・スフォルトゥナート）」。
- 1492年 - 教皇インノケンティウス8世死去、ボルジア家出身の教皇アレクサンデル6世が即位（ - 1503年）。
- 1492年 -  フィチーノ、新プラトン主義哲学者プロティノスの著作『エネアデス』の翻訳を出版。
- 1492年 - 【スペイン】グラナダが陥落し、最後のイスラム国家ナスル朝滅亡、レコンキスタの終結。
- 1492年 - 【スペイン】ジェノヴァ人コロンブスのアメリカ大陸発見。
- 1492年 - 【スペイン】キリスト教への改宗を拒否したユダヤ人がスペインから追放される。
多数のユダヤ人が地中海周辺諸都市に亡命（→1535年）、また改宗して残留したユダヤ人はマラーノと呼ばれ蔑視された。
- 1493年 - 教皇アレクサンデル6世により教皇子午線が決定される。
- 1493年 - 【ドイツ】ハルトマン・シェーデル『ニュルンベルク年代記』。
- 1494年 - ナポリ王フェルディナンド1世死去、息子のアルフォンソ2世が後継の国王となるが、王位継承にフランスが干渉。
- 1494年 - フランス王シャルル8世のナポリ王国侵攻（→1495年）。
翌年までには首都ナポリを占領。ローディの和約以後、安定していたイタリア五大国体制は崩壊（1454年 - ）。
- 1494年 - フィレンツェからメディチ家を追放、メディチ家の財産は没収され、メディチ銀行は破綻。
- 1494年 - ポリツィアーノ死去、ピコ・デラ・ミランドラ死去。
- 1494年 - サヴォナローラによるフィレンツェの神政政治（ - 1498年）。
- 1494年 - ミラノ公ジャン・ガレアッツォ死去（毒殺説あり）、叔父ルドヴィーコ・イル・モーロが公位を継承。
- 1494年 - ルカ・パチョーリ『算術、幾何、比および比例に関する全集』で複式簿記を学術的に説明。
- 1494年 - アルドゥス・マヌティウスがアルド印刷所を設け、ヴェネツィアがヨーロッパの出版産業の中心地となる。
- 1494年 - デューラーの第1回イタリア旅行（ - 1495年）。
- 1494年 - 【ドイツ】セバスチャン・ブラント『阿呆船』。
- 1495年 - フォルノーヴォの戦いで、フランス王シャルル8世はヴェネツィア・ミラノ連合軍に敗北。
シャルル8世は1年にも満たない支配でナポリを放棄、復活したアラゴン王家のフェルディナンド2世がナポリ王に即位。
- 1495年 - カプアにてオスマン帝国の帝位請求者ジェム・スルタン死去、ボルジア家による毒殺か（→1482年）。
- 1495年 - ボイアルド『恋するオルランド』出版。
- 1495年 - ヴィットーレ・カルパッチョ連作「聖ウルスラ物語」完成（1490年 - ）。
- 1495年 - ヤコポ・デ・バルバリ「ルカ・パチョーリの肖像」（カポディモンテ美術館蔵）。
- 1495年頃 - ボッティチェッリ「アペレスの誹謗（ラ・カルンニア）」。
- 1496年 - ジェンティーレ・ベリーニ「サン・マルコ広場での聖十字架の行列」。
- 1497年 - ペルジーノの工房へラファエロが入門する。
- 1497年 - サヴォナローラの「虚栄の焼却」、教皇アレクサンデル6世がサヴォナローラを破門。
- 1497年 - 【イングランド】ジェノヴァ人カボット父子がカナダに到達し、ニューファンドランド島やラブラドル半島を発見。
- 1498年 - サヴォナローラがシニョリーア広場で火刑に処される（→1494年、→1497年）。
- 1498年 - レオナルド・ダ・ヴィンチ「最後の晩餐」（ミラノ・ドミニコ会修道院）。
- 1498年 - ピントゥリッキオ、バチカン宮殿「ボルジアの間」壁画を完成させる（1493年 - ）。
- 1498年 - ヴィテルボのアンニウス『古代論諸説解説』出版（後に『古代雑篇』として再編集）。
- 1498年 - 【ポルトガル】ヴァスコ・ダ・ガマ艦隊、インドのカリカット（コーリコード）に到着。
東回りインド航路の開通に伴い、香辛料などの東方貿易を独占していたイタリア諸都市は緩やかに没落し始める
- 1499年 - フランス王ルイ12世のミラノ公国侵攻、スフォルツァ家のルドヴィーコ・イル・モーロを幽閉しミラノ占領。
- 1499年 - フランスの支援を受けヴァレンティーノ公となったチェーザレ・ボルジアがロマーニャの統一に乗り出す。
- 1499年 - フィチーノ死去。
- 1499年 - 匿名作家（フランチェスコ・コロンナ?）による『ヒュプネロトマキア・ポリフィリ』がヴェネツィアで出版される。
なおグーテンベルク活版印刷の発明から15世紀末までに出された初期印刷本インキュナブラの代表作でもある。
- 1499年 - 【スペイン】フェルナンド･デ･ロハス『ラ・セレスティーナ』出版。
- 1499年頃 - 【ドイツ】ヨハンネス・トリテミウス『ステガノグラフィア』執筆。

## 1500年 - 1599年
1500年代（チンクエチェント Cinquecento）：ローマを中心にルネサンス文化が最盛期を迎えるが、間もなく宗教改革が起こり、1527年のローマ略奪により荒廃。文化の中心はフランスやヴェネツィアなどに移り、マニエリスムと呼ばれる傾向が表れる。宗教改革への反動と外国の侵略によりイタリアのルネサンス文化は衰退に向かう。
- 1500年 - チェーザレ・ボルジア軍がフォルリを制圧、女傑カテリーナ・スフォルツァが軍門に下る。
ロレンツォ・ディ・クレディによる「カテリーナ･スフォルツァの肖像」は修道院に隠棲したこの時期から晩年のもの（ - 1506年）。
- 1500年 - ミケランジェロによる「サン・ピエトロのピエタ」完成（1498年 - ）。
- 1501年 - エステ家のアルフォンソ（後のフェラーラ公アルフォンソ1世）とルクレツィア・ボルジアの結婚。
- 1501年 - アルドゥス・マヌティウスの印刷工房で初めてイタリック体の活字が用いられる（→1494年）。
- 1501年頃 - ジョヴァンニ・ベリーニ「ヴェネツィア元首レオナルド・ロレダン像」。
- 1502年 - メディチ家不在のフィレンツェでピエロ・ソデリーニが終身統領に選出される（ - 1512年）。
- 1502年 - フィレンツェ第二書記局長マキャヴェッリが使節としてチェーザレ・ボルジアと和平交渉を行う。
- 1502年 - レオナルド・ダ・ヴィンチが建築技術監督兼軍事顧問としてチェーザレ・ボルジアに近侍する（ - 1503年）。
- 1502年 - チェーザレ・ボルジアに対するマジョーネの乱が起こる。
チェーザレは窮地に立たされるが形勢を逆転し、首謀者ヴィテロッツォ・ヴィテッリを処刑する。
- 1502年 - パルマ大学創建。
- 1502年頃 - ブラマンテがサン・ピエトロ・イン・モントリオ教会のテンピエット（殉教者記念礼拝堂）を建立する。
- 1503年 - 教皇アレクサンデル6世死去、その息子チェーザレ・ボルジアは捕縛される（ボルジア家の没落）。
後継のピウス3世が短期間で亡くなると、デッラ・ローヴェレ家出身の教皇ユリウス2世が即位。
- 1503年 - チェリニョーラの戦いで、スペインのコルドバ将軍がナポリを征服（→1504年）。
- 1503年 - ガリリャーノの戦いで、スペイン軍とフランス軍が激突。
追放されていたピエロ・ディ・ロレンツォ・デ・メディチが戦闘で逃走中にガリリャーノ川で溺死。
メディチ家当主は弟のジョヴァンニ枢機卿（後のローマ教皇レオ10世）に継承される。
- 1503年 - アメリゴ・ヴェスプッチ『新大陸』出版、コロンブスが到達した大陸をインドではなく「新大陸」と認定。
- 1503年 - レオナルド・ダ・ヴィンチがフィレンツェ政庁舎の大会議室壁画「アンギアーリの戦い」に着手（→1440年）。
レオナルドの壁画の向かいには競作としてミケランジェロの「カッシナの戦い」も依頼された（→1364年）。
両作とも1505年ころまでに完成に至らず途中放棄され、1555年頃から始まったヴァザーリの改装によって失われる。
- 1503年 - マリオット・アルベルティネッリ「聖母のエリザベト訪問」。
- 1503年頃 - 【フランドル】ヒエロニムス・ボス「快楽の園」。
- 1504年 - スペインが派遣した総督（副王）によるナポリ支配が始まる（ - 1700年）。
- 1504年 - ミケランジェロ、「ダビデ像」（フィレンツェ市庁舎ヴェッキオ宮殿前）。
- 1504年 - ヤコポ・デ・バルバリ「鉄手袋と石弓の矢のある死んだ山鶫」（アルテ・ピナコテーク蔵）。
この画は西ヨーロッパ最古の静物画であり、トロンプ・ルイユの仕掛けがされている。
- 1504年 - ピエトロ・クリニート『栄えある学識について』出版。
- 1504年 - サンナザーロ『アルカディア』出版。
- 1504年 - ポンポーニョ・ガウリコ『彫刻論』。
- 1504年 - ボローニャ大学教授でコペルニクスの師でもあったドメニコ・マリア・ノヴァーラが死去。
- 1504年頃 - フラ・バルトロメオ「聖ベルナルドゥスの幻視」（ウフィツィ美術館蔵）。
- 1504年頃 - ルカ・シニョレッリ、オルヴィエート大聖堂壁画「最後の審判」完成（1500年 - ）。
- 1505年 - 教皇ユリウス2世がサン・ピエトロ大聖堂の改築を決定、建築主任となったのはドナト・ブラマンテ。
- 1505年 - デューラーの第2回イタリア旅行（ - 1507年）。
- 1505年 - 【ドイツ】リーメンシュナイダーによるローテンブルク聖ヤコブ教会の「聖血の祭壇」完成（1499年 - ）。
- 1506年 - ベンティヴォーリョ家が失脚し、ボローニャは教皇領に編入される。
- 1506年 - 教皇ユリウス2世が近衛兵として初めてスイス傭兵を採用（依頼は1505年）。
- 1506年 - ネロ帝の黄金宮殿跡（トラヤヌス浴場）付近の地中からラオコーン像を発見。
- 1506年 - レオナルド・ダ・ヴィンチ「岩窟の聖母」（ロンドン・ナショナルギャラリー蔵）完成（→1486年）。
- 1506年 - エラスムス、トリノ大学にて神学博士号取得。
- 1507年 - ジョルジョーネ「嵐（テンペスト）」完成（1505年頃 - ）。
- 1507年 - 【ナバラ】チェーザレ・ボルジアが、ヴィアナにて戦死（→1503年）。
イタリアを追われたチェーザレは義兄のナバラ王ファン3世に庇護され、スペインとの戦争に参陣していた。
- 1507年頃 - ミケランジェロ「ドーニ家の聖家族（トンド・ドーニ）」。
- 1508年 - カンブレー同盟戦争（ - 1516年）。
- 1508年 - ウルビーノ公グイドバルドが死去し、モンテフェルトロ家の正嫡は断絶。
後継はグイドバルドの姉ジョヴァンナの子で教皇ユリウス2世の甥である、デッラ・ローヴェレ家のフランチェスコ・マリーア。
- 1508年 - 詩人エルコレ・ストロッツィがフェラーラで刺殺される。
- 1508年 - ヤン・ホッサールト（マビューズ）がユトレヒト司教フィリップ・ドゥ・ブルゴーニュに随行しイタリアを訪問（-1509年）。
ホッサールトはイタリア美術の影響を大きく受けたアルプス以北の画家たち「ロマニスト」の先駆けとなる。
- 1509年 - アニャデッロの戦いで、フランス・アラゴンと結んだ教皇軍がヴェネツィア軍を破る。
ヴェネツィアはヴェローナ・ヴィチェンツァ・パドヴァを奪われ、北東イタリアの覇権を失う。
- 1509年 - ルカ・パチョーリ『神聖比例論』。
- 1510年 - ラファエロ、「アテネの学堂」を含む教皇宮殿の壁画を完成。
- 1510年 - ボッティチェリ死去、最晩年の作品はダンテ『神曲』写本の挿絵。
- 1510年 - ジョルジョーネ死去、遺作に「眠れるヴィーナス」「田園の奏楽」（以後ティツィアーノが補筆）ほか。
- 1510年 - ドイツ人の聖アウグスチノ修道会士マルティン・ルターがローマを訪問、ここで教会の世俗化に不満を持つ（→1517年）。
- 1510年頃 - バルトロメオ・ヴェネト「フローラ」（一説にルクレツィア・ボルジアの肖像画という）（1507年頃 - ）。
- 1511年 - 教皇ユリウス2世を中心に神聖同盟を結成、アラゴン・ヴェネツィア・イングランド・スイスが参加しフランスに対抗。
- 1511年 - 古代ローマの建築家ウィトルウィウス『建築について』ラテン語版（フラ・ジョコンド版）がヴェネツィアで出版される。
- 1511年 - 【ドイツ・フランス】エラスムスの『痴愚神礼讃』がストラスブールで出版される。
- 1511年 - 【ドイツ】この頃までに民衆本『ティル・オイレンシュピーゲルの愉快ないたずら』出版か。
- 1512年 - 第5ラテラン公会議開催される（ - 1517年）。
教皇ユリウス2世による開催であったが、公会議の終結を見ずにユリウス2世は翌1513年死去。
- 1512年 - ラヴェンナの戦い。
- 1512年 - スペイン軍の援助でメディチ家（ジョヴァンニ枢機卿）がフィレンツェに復帰、ソデリーニ政権崩壊する（1502年 - ）。
- 1512年 - ミケランジェロ、システィーナ礼拝堂の天井画「天地創造」を完成
- 1512年 - ラファエロ「教皇ユリウス2世の肖像」（ロンドン・ナショナル・ギャラリー蔵）完成（1511年-）
- 1513年 - メディチ家出身の教皇レオ10世（ジョヴァンニ枢機卿）が即位。
メディチ家はローマ（ロレンツォの二男・教皇レオ10世）とフィレンツェ（ロレンツォの三男ジュリアーノ）の双方を支配。
- 1513年 - ノヴァーラの戦い。
- 1513年 - マキャヴェッリ『君主論』執筆（1517年には君主論と対になる『リウィウス論』を執筆）。
- 1513年頃 - ピエロ・ディ・コジモ「アンドロメダを救うペルセウス」。
- 1513年頃 - 【フランドル】クエンティン・マサイス「醜女の肖像」。
- 1514年 - ドナト・ブラマンテ死去、後継のサン・ピエトロ大聖堂建築主任となったのはラファエロ。
- 1514年 - 【スペイン】枢機卿ヒメネス・デ・シスネロスらによる多言語対訳新約聖書の完成。
- 1514年 - 【ドイツ】デューラー銅版画「メランコリア I」。
- 1514年 - 【フランドル】クエンティン・マサイス「両替商とその妻」。
- 1515年 - マリニャーノの戦いで、ミラノはフランスに敗北。
ミラノ公マッシミリアーノ・スフォルツァはフランス国王フランソワ1世に支配権を譲渡。
- 1515年 - ジュリアーノ・デ・メディチとサヴォイア家の公女フィリベルタの結婚。
これによりジュリアーノはフランス王フランソワ1世からヌムール公の称号を授与される。
- 1515年 - パヴィア大学でアグリッパが神学を講義。
- 1515年 - 【ポルトガル】国王マヌエル1世にインド総督アフォンソ・デ・アルブケルケから犀が贈られる。
教皇レオ10世にも回される予定だったが船が座礁して頓挫、デューラーの木版画「犀」のモデルでもある。
- 1515年 - 【ドイツ】グリューネヴァルト「イーゼンハイム祭壇画」完成（1511年 - ）。
- 1516年 - ボローニャの政教条約（→1438年）。
- 1516年 - ヌムール公ジュリアーノが死去、メディチ家当主は甥のロレンツォ2世が継承。
- 1516年 - ウルビーノ戦争。
メディチ家当主ロレンツォ2世は教皇レオ10世からウルビーノ公に任命される。
デッラ・ローヴェレ家のフランチェスコ・マリーア1世がこれに反対して戦うも追放され、公位を失う。
- 1516年 - ルドヴィーコ・アリオスト『狂えるオルランド』出版。
- 1516年 - パドヴァ大学教授のピエトロ・ポンポナッツィ『霊魂不滅論』出版。
パドヴァ学派のアヴェロエス主義的アリストテレス解釈から霊魂の可死性について言及する。
- 1516年 - ヴェネツィアにゲットーが設置される（シェイクスピア『ヴェニスの商人』のモデル）。
- 1516年 - ラファエロがサンタ・マリア・デル・ポポロ教会のキージ家礼拝堂を完成させる（1513年 - ）。
この礼拝堂はシエナ出身の銀行家アゴスティーノ・キージが依頼したもの。
- 1516年 - 【イングランド】トマス・モア『ユートピア』出版。
- 1517年 - テオーフィロ・フォレンゴ『バルドゥス』出版。
- 1517年 - アンドレア・デル・サルト「アルピエの聖母」。
- 1517年 - 【ドイツ】マルティン・ルターの宗教改革始まる。
ルターはヴィッテンベルク大学教授で、同大学に贖宥状の是非について「95ヶ条の論題」を貼り出した。
- 1517年 - 【ドイツ】ウルリヒ・フォン・フッテン、桂冠詩人になる。
- 1517年 - 【ドイツ】ヨハネス･ロイヒリン『カバラの術について』。
- 1517年 - 【ドイツ】ハンス・バルドゥング・グリーン「死と乙女」。
- 1517年 - 【イングランド】ピエトロ・トッリジャーノ（英語版）「国王ヘンリ7世と王妃の記念彫像」。
- 1518年 - ミラノ公女ボナ・スフォルツァとポーランド王ジグムント1世の結婚。
- 1518年 - マキャヴェッリ喜劇『マンドラゴラ』。
- 1519年 - ウルビーノ公ロレンツォ2世が死去。
メディチ家当主はロレンツォ2世の父の従兄弟であるジューリオ枢機卿（後の教皇クレメンス7世）となる。
- 1519年 - ラファエロ「教皇レオ10世と枢機卿たちの肖像」（ウフィッツィ美術館蔵）完成（1518年-）
- 1519年 - フランチャビージオによるサルツォ修道院フレスコ画「洗礼者ヨハネの砂漠への旅立ち」完成（1518年 - ）。
- 1519年 - 【ドイツ】デューラー「神聖ローマ皇帝マクシミリアン1世の肖像」（ウィーン美術史美術館蔵）。
- 1519年 - 【ドイツ】神聖ローマ皇帝マクシミリアン1世死去。
後継の神聖ローマ皇帝にマクシミリアン1世の孫・スペイン王カルロス1世（カール5世）を選出。
フッガー家の資金によりカール5世は選挙に勝利、その一方フランス国王フランソワ1世との対立は激化（→1521年）。
- 1519年 - 【スペイン】マゼランの世界周航始まる。
マゼラン艦隊に同乗していたイタリア人アントニオ・ピガフェッタはこの航海を全うし、詳細な記録を残す。
- 1519年 - 【フランス】レオナルド・ダ・ヴィンチ死去、遺作は「モナ・リザ」「聖アンナと聖母子」「洗礼者聖ヨハネ」。
「モナリザ」はフランス国王フランソワ1世に買い上げられ、フォンテーヌブロー宮殿に飾られる。
物理学・力学・光学・建築学の分野にまたがるレオナルド・ダ・ヴィンチ手稿も残され、以後各地に分蔵される。
- 1520年 - 教皇レオ10世の回勅「エクスルゲ・ドミネ（主よ、お立ちください）」。
ルターはこの破門の威嚇を拒否（→1521年）。
- 1520年 - ラファエロ死去、遺作は「キリストの変容」、未完成の部分は弟子ジュリオ・ロマーノが補筆。
後継のサン・ピエトロ大聖堂建築主任となったのはアントニオ・ダ・サンガッロ、バルダッサーレ・ペルッツィがそれを補佐。
ラファエロの死とともにヴェネツィアを除くイタリア美術は盛期ルネサンス様式からマニエリスム様式に漸次移行。
- 1520年 - ガロファロ「キリストの昇天」（1510年 - ）。
- 1520年 - 【ドイツ】ルターが『ドイツ貴族に与える書』『教会のバビロン捕囚』『キリスト者の自由』を執筆。
- 1520年 - 【スウェーデン】ストックホルムの血浴事件。
これ以後グスタフ・ヴァーサを首領とする対デンマーク独立戦争が始まる。
- 1520年頃 - パルマ・イル・ヴェッキオ「ヴィオランテ」（ウィーン美術史美術館蔵）。
- 1521年 - 教皇レオ10世の回勅「デチェト・ロマヌム・ポンティフィチェム（ローマ教皇として）」。
教皇側は正式にルターを破門に処す、西方教会の分裂が修復されないまま、レオ10世はこの年死去。
- 1521年 - イタリア戦争始まる（ - 1544年）。
ハプスブルク家（オーストリア・スペイン）とヴァロワ家（フランス）とがイタリアを巡って争う。
- 1521年 - ロッソ・フィオレンティーノ「十字架降架」（ヴォルテラ美術館蔵）。
- 1521年 - 【ドイツ】ヤーコプ・フッガー出資によるアウクスブルクの集合住宅フッガーライが完成。
- 1522年 - 教皇ハドリアヌス6世が即位（ - 1523年）。
この教皇はオランダ人で本名はアドリアン・フロリス、神聖ローマ皇帝カール5世の家庭教師を務めていた。
この教皇によりフランドルからローマに招聘され教皇庁付き画家となり肖像画を描いたのがヤン・ファン・スコーレル。
- 1522年 - ロドス島攻防戦で、聖ヨハネ騎士団がオスマン帝国軍に敗北。
聖ヨハネ騎士団はシチリア島に退去し、1530年にはシチリアのスペイン総督が支配するマルタ島に移動（マルタ騎士団）。
- 1523年 - メディチ家出身の教皇クレメンス7世（ジューリオ枢機卿）が即位。
メディチ家当主はアレッサンドロ（ウルビーノ公ロレンツォ2世の庶子）とイッポーリト（ヌムール公ジュリアーノの庶子）。
- 1523年 - ウルビーノ公国の都がウルビーノからペーザロへ遷る、以後ウルビーノは衰退する。
- 1523年 - ティツィアーノ「バッカスとアリアドネ」完成（1520年 - ）。
- 1523年 - 【スイス】ツヴィングリの宗教改革がチューリッヒで始まる。
- 1523年 - 【フランス】ルフェーヴル・デタープル、新約聖書をフランス語に翻訳（1530年には旧約聖書も翻訳完成）。
- 1523年 - 【ドイツ】ハンス・ザックス『ヴィッテンベルクの鶯（ナイチンゲール）』。
- 1523年 - 【ドイツ】ダニエル・ホッファー（英語版）銅版画「マルティン・ルターの肖像画」。
- 1524年 - ジャンニ・カラファ（後の教皇パウルス4世）らによりテアティノ会（聖カエタノス修道会）が結成される。
- 1524年 - パルミジャニーノ「凸面鏡の自画像」
- 1524年 - マルカントニオ・ライモンディ版画「イ・モーディ」初版。
- 1524年 - 【ドイツ】宗教改革急進派トマス・ミュンツァーを指導者にドイツ農民戦争が起こる（ - 1525年）。
- 1524年 - 【スイス】バーゼルのエラスムスがルターに対抗し『自由意志論』を著す。
翌1525年にルターはこれに対抗し『奴隷意志論』を、翌々1526年にエラスムスが『反論』を発表して論争となる。
- 1524年 - 【フランドル】ヨアヒム・パティニール「ステュクス川を渡るカロン」（プラド美術館蔵）（1515年 - ）。
- 1524年頃 - ドッソ・ドッシ「ユピテルとメルクリウスと美徳（蝶を描く男）」（1522年 - ）。
- 1525年 - パヴィアの戦いでフランス王フランソワ1世が捕虜となり、マドリードに幽閉される。
- 1525年 - ピエトロ・ベンボ『俗語論』出版、トスカーナ方言を標準語とすることを主張。
- 1525年 - ソドマ「聖セバスティアヌスの殉教」。
- 1525年頃 - 【フランス】ジャン・ド・グールモン「羊飼いの礼拝」。
- 1526年 - マドリード条約により、捕虜となっていたフランス王フランソワ1世が釈放される（→1525年）。
釈放されたフランソワ1世は条約を撤回し、教皇クレメンス7世・ミラノ・ヴェネツィア・イングランドとコニャック同盟を結ぶ。
- 1526年 - 教皇クレメンス7世が皇帝カール5世と同盟していたフェラーラ公アルフォンソ1世を破門しローマに幽閉。
- 1526年 - マントヴァ近郊での皇帝カール5世軍の攻撃により、教皇軍の黒隊長ジョバンニが負傷して死去。
- 1526年 - 【ドイツ】ドイツ農民戦争で農民側についた画家イェルク・ラートゲープ（英語版）が処刑される（→1524年）。
- 1526年 - 【スペイン】フランシスコ・デ・ビトリアがサラマンカ大学の神学教授となる。
以後、ドミンゴ・デ・ソトやルイス・モリナやフランシスコ・スアレスに代表される近代スコラ学・サラマンカ学派の拠点となる。
- 1526年頃 - セバスティアーノ・デル・ピオンボ「教皇クレメンス7世の肖像」。
- 1527年 - 神聖ローマ帝国軍の攻撃でローマが壊滅（ローマ略奪）。
教皇クレメンス7世はサンタンジェロ城に逃げ込むが、皇帝カール5世に屈服（→1530年）。
ローマ市街はドイツ人傭兵（ランツクネヒト）が蹂躙するところとなり、事実上ローマでの盛期ルネサンスは終了する。
この知らせを受けフィレンツェでも反メディチ派が蜂起し、メディチ家を再び追放、ニッコロ・カッポーニが統領となる。
- 1527年 - マキャヴェッリ死去。
- 1527年 - 【フランドル】ヤン・ホッサールト（マビューズ）「ダナエ」（アルテ・ピナコテーク蔵）。
- 1527年頃 - ロレンツォ・ロット「受胎告知」（レカナーティ市立美術館蔵）。
- 1528年 - アンドレア・ドーリアが神聖ローマ帝国の援助を受け、ジェノヴァ共和国を復興させる。
- 1528年 - カスティリオーネ『宮廷人』出版。
- 1528年 - マテオ・ダ・バシオらがフランシスコ会から分派したカプチン会が修道会として認可される。
- 1528年 - ポントルモ、サンタ・フェリチタ聖堂「十字架降架」完成させる。
- 1528年 - 【ドイツ】ルーカス・クラナッハ「マルティン・ルターの肖像」。
- 1529年 - 貴婦人の和約によりイタリア戦争休止。
神聖ローマ側はカール5世叔母マルガレーテ・フォン・エスターライヒ、フランス側はフランソワ1世母ルイーズ・ド・サヴォワ。
- 1529年 - 【オーストリア】第一次ウィーン包囲。
- 1529年 - 【ドイツ】アルブレヒト・アルトドルファー「アレクサンドロス大王の戦い」。
- 1530年 - ボローニャで教皇クレメンス7世が皇帝カール5世に戴冠式を行う。
- 1530年 - フィレンツェ攻防戦にて、フィレンツェが神聖ローマ帝国軍に降伏。
ニッコロ・カッポーニ、フランチェスコ・カルドゥッチら指導者は処刑され、メディチ家復帰の道が開かれる（→1532年）。
- 1530年 - マントヴァが侯爵領から公爵領に昇格し、フェデリーコ2世がマントヴァ公となる。
コレッジョがマントヴァ公フェデリーコ2世の依頼で「神々の愛」連作を描き始める。
- 1530年 - フラカストロ『梅毒あるいはフランス病』出版。
- 1530年 - 【ドイツ】メランヒトン「アウクスブルク信仰告白」。
- 1530年 - 【フランス】国王フランソワ1世の命でコレージュ・ド・ロワイヤル（王立教授団、後のコレージュ・ド・フランス）を設置。
- 1530年 - 【フランス】ロッソ・フィオレンティーノが国王フランソワ1世に招かれる。
ロッソに続きフランチェスコ・プリマティッチオが1532年に、ニコロ・デッラバーテが1552年に宮廷に招かれる。
ロッソを筆頭とするこれらイタリア人芸術家の招聘により、宮廷を中心にフォンテーヌブロー派が形成される。
- 1530年頃 - ルイージ・ダ・ボルト『二人の高貴な恋人に関する最近発見された話』出版。
このヴェローナを舞台とした筋書きはイングランドの劇作家シェークスピアの『ロミオとジュリエット』の原型となる。
- 1531年 - 最初のエンブレム・ブックであるアンドレーア・アルチャートの『エンブレマタ』（無許可版）出版。
- 1531年 - ベルナルディーノ・ルイーニ「洗礼者聖ヨハネの首を持つサロメ」（1527年 - ）。
- 1532年 - メディチ家のアレッサンドロを君主とするフィレンツェ公国成立（フィレンツェ共和国の終焉）。
- 1532年 - アンコーナが教皇領に併合される。
- 1532年 - ミケランジェロがメディチ家礼拝堂を未完のまま放棄し（1520年 - ）、フィレンツェからローマに移住する。
- 1532年 - ポルデノーネ「聖ロレンツォ・ジュスティニアーニと諸聖人」。
- 1532年頃 - ジローラモ・ダ・カルピ「イッポーリト・デ・メディチ枢機卿とモンシニョール・マリオ・ブラッチの肖像」。
- 1532年頃 - 【フランス】ラブレー『ガルガンチュワとパンタグリュエル』出版開始（ - 1564年）。
- 1533年 - 教皇クレメンス7世によるイングランド国王ヘンリー8世の破門。
ヘンリー8世は翌1534年に国王至上法（首長令）を発布して、自らイングランド国教会の長となる
カトリック教会からの離脱にはトマス・モアやジョン・フィッシャーらが最後まで反対し、両者は1535年に斬首刑となる
- 1533年 - カテリーナ・デ・メディチ（カトリーヌ・ド・メディシス）とフランス王子アンリ（後のアンリ2世）の結婚。
この婚礼によりイタリア料理の新奇な食材・調理法や食事作法が伝えられフランス料理の洗練と発展が促される。
- 1533年 - モンフェッラート侯のパレオロギ家が断絶。
パレオロギ家出身の妻を持つマントヴァ公フェデリーコ2世・ゴンザーガが1536年に侯位を継承する。
- 1533年 - 【イングランド】ハンス・ホルバイン「大使たち」。
- 1534年 - 教皇クレメンス7世死去、ファルネーゼ家出身の教皇パウルス3世即位。
- 1534年 - ジュリオ・ロマーノによりマントヴァのテ宮殿が完成（1526年 - ）。
- 1534年 - バッチョ・バンディネッリ「ヘラクレスとカクス」。
- 1534年 - 【ドイツ】ミュンスター市が再洗礼派信者ヤン・ファン・ライデンらに占拠され、混乱状態に陥る（ミュンスターの反乱）。
- 1534年 - 【フランス】イグナチオ・デ・ロヨラらによりイエズス会が結成される：「モンマルトルの誓い」（正式認可は1540年）。
- 1535年 - ミラノ公フランチェスコ・マリーア・スフォルツァ死去。
ミラノ公国は神聖ローマ帝国（ハプスブルク家）に接収され、スフォルツァ家の支配は完全に終了。
- 1535年 - パウルス3世がガスパロ・コンタリーニを枢機卿に任命。
コンタリーニは、レジナルド・ポールやジャコポ・サドレトらとともにカトリック改革派グループ「スピリトゥアリ」の一人。
- 1535年 - 亡命ユダヤ人レオーネ・エブレオの遺稿から『愛の対話』出版（死去は1523年頃）。
- 1535年 - ドメニコ・ベッカフーミ「キリストの黄泉下り」（シエナ絵画館蔵） 。
- 1535年 - ジョヴァンニ・バッティスタ・コンファロニエリ『ワインの性質、およびその滋養と薬効について』。
- 1536年 - ティツィアーノ「ウルビーノのヴィーナス」。
- 1536年 - 【スイス】ジュネーヴでカルヴァンの宗教改革始まる。
同じくこの年、カルヴァンはバーゼルで『キリスト教綱要』（初版ラテン語版）を出版（1559年に最終版）。
- 1536年 - 【イングランド】聖書をギリシャ語・ヘブライ語原典から初めて英訳したウィリアム・ティンダルが焚刑に処される。
- 1536年 - 【ドイツ】パラケルススが『大外科学』出版。
- 1537年 - フィレンツェ公アレッサンドロがメディチ家傍系のロレンツィーノ・デ・メディチ（ロレンザッチョ）に暗殺される。
メディチ家兄脈は断絶、メディチ家弟脈の流れで黒隊長ジョバンニの息子がフィレンツェ公コジモ1世として公位継承。
ロレンツィーノと親しかった音楽家ヤコブ・アルカデルトは楽譜を抱えフィレンツェからヴェネツィアに逃亡。
- 1537年 - イエズス会士でロヨラの盟友でもあるピエール・ファーヴルがローマ大学教授となる。
- 1537年 - セバスティアーノ・セルリオ『建築書』第4巻（全7巻の構想の最初の巻）出版。
この評判によりフランス王フランソワ1世に招聘され、フォンテーヌブロー宮殿の建築設計を担当。
- 1538年 - プレヴェザの海戦にて、教皇・スペイン・ヴェネツィアの連合海軍がオスマン帝国海軍に敗北。
- 1538年 - コジモ1世の命でヴィラ・デ・カステッロ（英語版）が造営される。
- 1539年 - フィレンツェ公コジモ1世とエレオノーラ・ディ・トレドの結婚。
- 1539年 - 人文主義者ピエトロ・ベンボが枢機卿になる。
- 1539年 - ヤコブ・アルカデルト「4声のためのマドリガーレ」。
- 1539年 - ヴェネツィアで亡命スウェーデン人オラウス・マグヌスによる北欧の海図「カルタ・マリナ」出版（→1555年）。
- 1540年 - グイチャルディーニ『イタリア史』。
- 1540年 - スカリゲル『ラテン語の起源について』。
- 1540年 - パルミジャニーノ死去、未完の遺作は「首の長い聖母」（1534年 - ）。
- 1541年 - 塩戦争（1540年 - ）の敗北で、ペルージャを中心とするウンブリア地方が教皇領に編入される。
- 1541年 - 教会改革派のスペイン人フアン・デ・バルデス（英語版）がナポリで死去（→1542年）。
- 1541年 - 古代ローマ美術の秀作「アレッツォのミネルヴァ」が発掘される。
- 1542年 - ミケランジェロ、システィーナ礼拝堂の壁画「最後の審判」を完成。
- 1542年 - 異端審問所の再編成が行われ、枢機卿ジャンニ・カラファ（後の教皇パウルス4世）が異端審問所長官に就任。
- 1542年 - イタリア人説教師ベルナルディーノ・オキーノ（英語版）が宗教裁判を恐れ、スイスのジュネーヴに亡命。
- 1542年 - コンメディア・デッラルテに影響を与えたパドヴァの演劇家アンジェロ・ベオルコ（イル・ルッツァンテ）死去。
- 1542年 - 【スペイン】バルトロメ・デ・ラス・カサス『インディアスの破壊についての簡潔な報告』。
- 1542年 - 【フランス】王姉マルグリット・ド・ナヴァルが『エプタメロン』の執筆を始める（ - 1549年）。
- 1543年 - パドヴァ大学教授ヴェサリウス、『ファブリカ（人体の構造）』出版。
『ファブリカ』の人体解剖図を描いたのはティツィアーノの弟子ジャン・ステファン・ヴァン・カルカル。
- 1543年 - タルタリアによるエウクレイデス『原論』のイタリア語訳出版。
- 1543年 - チェッリーニ「サリエラ（黄金の塩容れ）」（ウィーン美術史美術館蔵）完成。
- 1543年 - 【ポーランド】コペルニクス『天球の回転について』出版。
- 1544年 - クレピーの和約により、イタリア戦争でのハプスブルク家とヴァロワ家の勢力範囲はほぼ確定（→1559年）
- 1544年 - オスマン帝国海軍（提督バルバロス・ハイレッディン）がアマルフィを襲撃するが撃退される。
- 1544年 - ギョーム・ポステル『世界諧和論』出版。
ポステルはローマにいたイグナチオ・デ・ロヨラの知遇を得てイエズス会に入会、しかし見解の相違からほどなく追放される。
- 1545年 - 教皇パウルス3世によりトリエント公会議が開催される（ - 1563年）。対抗宗教改革始まる。
- 1545年 - パルマ公国が成立、教皇パウルス3世の息子ピエール・ルイージ・ファルネーゼが初代パルマ公になる。
- 1545年 - ブロンズィーノ「愛のアレゴリー」（ロンドン・ナショナル・ギャラリー蔵）。
- 1545年 - バッキアッカ「マグダラのマリア」（1540年 - ）。
- 1545年 - カルダーノ『偉大なる術（アルス・マグナ）』で三次方程式・四次方程式の解法を公表。
- 1545年 - パドヴァ植物園が、植物学者フェデリコ・ボナフェーデの構想、建築家アンドレア・モロニの設計によって開園する。
- 1545年頃 - 【フランドル】クレメンス・ノン・パパが神聖ローマ皇帝カール5世の宮廷礼拝堂楽長となる（ - 1549年頃）。
- 1546年 - イタリア戦争の記録を残した歴史家パオロ・ジョヴィオによる『著名人礼賛』。
- 1546年 - ピエトロ・アレティーノ『オラツィア』。
- 1546年 - サン・ピエトロ大聖堂主任建築家アントニオ・ダ・サンガッロ死去。
ジュリオ・ロマーノが主任建築家を継ぐが短期間で没し、翌1547年ミケランジェロが主任建築家に選ばれる。
- 1546年 - ティツィアーノ「教皇パウルス3世と枢機卿アレッサンドロ・ファルネーゼとオッターヴィオ・ファルネーゼの肖像」
- 1547年 - パルマ公ピエール・ルイージ・ファルネーゼ（→1545年）が暗殺される。
一時パルマはミラノ総督フェランテ・ゴンザーガに占領されるが、オッターヴィオ・ファルネーゼが奪還しパルマ公位を継承。
- 1547年 - ミケランジェロとの友情で知られる女流詩人ヴィットリア・コロンナ死去。
- 1547年 - 【イングランド】国王ヘンリー8世死去、国王エドワード6世即位。
- 1547年 - 【フランス】国王フランソワ1世死去、国王アンリ2世即位。
- 1547年 - 【ロシア】モスクワ大公イヴァン4世が初めて正式に「ツァーリ」として戴冠式を行う。
モスクワ・ウスペンスキー大聖堂での戴冠式には東ローマ帝国伝来という「モノマフの帽子」が使われる。
- 1548年 - ロレンツィーノ・デ・メディチ（ロレンザッチョ）がヴェネツィアで暗殺される。
彼はフィレンツェ公アレッサンドロ暗殺（→1537年）の件で、後継のフィレンツェ公コジモ1世の刺客に追われていた。
- 1548年 - イグナチオ・デ・ロヨラ『霊操』決定版を出版。
- 1548年 - イグナチオ・デ・ロヨラがシチリア島メッシーナで世界初のイエズス会神学校を設立（現在のメッシーナ大学）。
- 1548年 - ティツィアーノ「カール5世騎馬像（ミュールベルクのカール5世）」。
- 1549年 - 教皇パウルス3世の死去（→1550年）。
- 1549年 - 【フランス】ジョアシャン・デュ・ベレー『フランス語の擁護と顕揚』。
- 1550年 - 教皇ユリウス3世即位（→1549年）。
ユリウス3世の寵愛を一身に集めたインノチェンツォ・チョッキ・デル・モンテも枢機卿に昇進する。
- 1550年 - ヴァザーリ『画家・彫刻家・建築家列伝』出版。
- 1550年 - ジュリオ・カミッロ『劇場のイデア』出版。
- 1550年 - ジョヴァン・フランチェスコ・ストラパローラ『楽しき夜ごと』第1巻出版。
- 1550年 - 建築家バルトロメオ・アンマナーティと女流詩人ラウラ・バッティフェルリの結婚。
- 1550年 - レオ・アフリカヌス『海と陸の旅（アフリカ誌）』。
- 1550年頃 - 【フランス】ジャン・クーザン「エヴァ・プリマ・パンドラ」（ルーヴル美術館蔵）
- 1551年 - イグナチオ・デ・ロヨラによりローマ学院（現グレゴリアン大学）創設。
- 1551年 - ティツィアーノ「軍服姿のフェリペ皇太子」。
- 1552年 - ピッロ・リゴーリオにより「ボマルツォの怪物公園（聖なる森）」が造営される。
- 1552年 - フランドル人ピーテル・ブリューゲル（父）がイタリア各地を訪問（ - 1555年頃）
- 1552年 - ルーカ・ガウリコ『占星術論考』。
- 1552年 - 【フランス】プレイヤード派の詩人ピエール・ド・ロンサールの『恋愛詩集』。
- 1553年 - ヤーコポ・サンソヴィーノによりヴェネツィア・国立マルチャーナ図書館完成（1536年 - ）。
- 1553年 - アスカニオ・コンディヴィ（英語版）『ミケランジェロ伝』出版。
- 1553年 - エトルリア美術の代表作「アレッツォのキメラ」が発掘される。
- 1553年 - 【イングランド】メアリー1世がイングランド女王となり、カトリックが復活する。
枢機卿レジナルド・ポールが教皇庁から派遣され、続く1556年にはカンタベリー大司教（最後のカトリック）に就任。
- 1553年 - 【スイス】ミシェル・セルヴェがジュネーヴにてカルヴァンの命令で火刑に処せられる。
- 1554年 - 「ヴェネツィアのサッフォー」と呼ばれた女流詩人ガスパラ・スタンパ死去。
- 1554年 - ジャコモ・パロッツィ・ダ・ヴィニョーラがサンタンドレア・ヴィア・フラミア聖堂を完成（1550年 - ）。
- 1554年 - ローマで女流画家ソフォニスバ・アングイッソラがミケランジェロと出会い、以後2年間にわたり指導を受ける。
- 1554年 - フランチェスコ・サルヴィアーティ「ダヴィデのもとへ行くバテシバ」。
- 1554年 - 【スイス】バーゼル大学教授セバスティアン・カステリヨン『異端者を処罰すべからざるを論ず』出版。
- 1554年 - 【スペイン】作者不詳の最古のピカレスク小説『ラサリーリョ・デ・トルメスの生涯』が出版される。
- 1555年 - 教皇マルケルス2世が即位、この教皇にちなみパレストリーナが「教皇マルチェルスのミサ曲」を作曲。
マルケルス2世が短期間で亡くなると、対抗改革強硬派の教皇パウルス4世が即位。
- 1555年 - フィレンツェ公国のコジモ1世によるシエナ占領。
追放されたシエナ人はピエトロ・ストロッツィを指導者にモンタルチーノへ逃がれ、亡命政権を樹立（→1559年）。
- 1555年 - ローマにてスウェーデン人オラウス･マグヌスのラテン語による『北方民族文化誌』が出版される（→1539年）。
- 1555年 - 【ドイツ】アウクスブルクの和議。
- 1555年 - 【オーストリア】イエズス会士でウィーン司教でもあるペトルス・カニシウスによる『キリスト教教理大全』が出版される。
- 1555年 - 【フランス】ノストラダムス『予言集』刊行。
- 1556年 - ローマにてイエズス会初代総長（1541年 - ）イグナチオ・デ・ロヨラ死去。
- 1556年 - ヴェネツィアの女流文学者カッサンドラ・フェデーレが102歳で死去。
- 1556年 - ペッレグリーノ・ティバルディによるボローニャのポッジ宮殿「オデュッセウスの間」壁画完成（1554年 - ）。
- 1556年 - 【ドイツ・スペイン】カール5世が神聖ローマ皇帝・スペイン王その他の公職から退位、ユステ修道院に隠棲。
カール5世の息子フェリペ2世はスペイン国王となり、シチリア・ナポリ・ミラノ・ネーデルラントを獲得。
カール5世の弟フェルディナント1世は神聖ローマ皇帝となり、オーストリア・ボヘミア・ハンガリーを獲得。
- 1557年 - 前ポーランド王妃ボナ・スフォルツァが帰国していた南イタリアのバーリにて暗殺される。
ボナの所領だったバーリはスペイン王支配下のナポリ王国に編入される。
- 1557年 - 教皇パウルス4世のもとローマで最初の禁書目録が出される。
- 1557年 - ロドヴィーコ・ドルチェ『アレティーノまたは絵画問答』。
- 1558年 - ディエゴ・ライネスがイエズス会第2代総長に就任（ - 1565年）。
- 1558年 - デッラ・ポルタ『自然魔術』出版。
- 1558年 - チェッリーニ『チェッリーニ自伝』執筆に着手（ - 1562年）。
- 1558年 - ジョバンニ・デラ・カーサ『ガラテーオ』。
- 1558年 - ジョゼッフォ・ツァルリーノ『和声論』。
- 1558年 - 【イングランド】メアリー1世死去、異母妹エリザベス1世がイングランド女王に即位。
- 1558年 - 【スイス】スコットランド人ジョン・ノックスが『女たちの奇怪な統治に反対するラッパの最初の高鳴り』を出版。
- 1559年 - カトー・カンブレジ条約でイタリア戦争完全に終結。
フランスがイタリアへの権利を放棄し、スペイン・ハプスブルク家のナポリ統治が確定。
オーストリア・ハプスブルク家がミラノ公国を領有することが認められる。
シエナ共和国はフィレンツェ公国の領土となり独立を喪失、モンタルチーノ亡命政権も降伏（→1555年）。
- 1559年 - 教皇パウルス4世の死去に伴い、教皇ピウス4世即位。
- 1559年 - ミケランジェロ設計のサン・ロレンツォ聖堂付属ラウレンツィアーナ図書館完成（1524年 - ）。
- 1559年 - タッデオ・ツッカリによるカプラローラのパラッツォ・ファルネーゼ連作壁画。
- 1559年 - ソフォニスバ・アングイッソラがスペインのフェリペ2世に招かれ宮廷画家となる。
- 1559年 - 【フランス】ジャック・アミヨによるプルタルコス『対比列伝』のフランス語訳完成。
この著作の国王アンリ2世への献呈文に「文芸の復興」の章句が盛り込まれる。
- 1559年 - 【フランス】国王アンリ2世が事故死。
フランソワ2世が即位、王母カトリーヌ・ド・メディシスが摂政となる（→1533年）。
- 1559年 - 【ドイツ】マティアス・フラキウス『マグデブルクの諸世紀教会史』第1巻出版。
- 1560年 - 教皇ピウス4世が前任者パウルス4世の縁者の処分を発表（→1559年）。
パウルス4世の甥カルロ・カラファ枢機卿とパリアノ男爵を専横悪行の罪により捕縛させ、翌1561年に両名を処刑させる。
- 1560年 - ヴァザーリらによりウフィッツィ宮殿（現ウフィッツィ美術館）着工（ - 1580年）。
- 1561年 - ジョルジョ・ギージ「ラファエロの夢」。
- 1561年 - 【スペイン】国王フェリペ2世がトレドからマドリードに宮廷を遷す。
- 1562年 -  タッソー叙事詩『リナルド』。
- 1562年 -  ジャコモ・パロッツィ・ダ・ヴィニョーラ『建築の五つのオーダー』。
- 1562年 - イタリア人アルチンボルドがウィーンに招かれ、神聖ローマ皇帝フェルディナント1世の宮廷画家となる（→1591年）。
- 1562年 - 【フランス】ユグノー戦争（-1598年） 。
- 1563年 - 教皇ピウス4世によりトリエント公会議閉会（1545年 - ）。
教皇の甥で枢機卿カルロ・ボッロメーオおよび枢機卿ジョバンニ・モローネの助力が閉会にこぎつけた。
翌1564年には公会議の議決および教令がピウス4世の名の下で布告される（トリエント信条）。
- 1563年 - サヴォイア公国の首都がシャンベリーからピエモンテ地方のトリノに遷る。
- 1563年 - ブロンズィーノやヴァザーリらがフィレンツェ美術アカデミー創設。
正式名称はアカデミア・デッレ・アルティ・デル・ディゼーニョ、現在のフィレンツェ美術学校。
- 1563年 - ヴァザーリらによりヴェッキオ宮殿五百人大広間のフレスコ壁画「マルチャーノ・デッラ・キアーナの戦い」が描かれる。
- 1563年 - プロスペロー・フォンターナ「キリスト降架」。
- 1563年 - ピッロ・リゴーリオによりティヴォリのエステ家別荘の建設が始まる。
- 1563年 - 【ドイツ】ヨーハン・ヴァイヤー『悪霊の幻惑、および呪法と蠱毒について』
- 1563年 - 【フランドル】ピーテル・ブリューゲル（父）「バベルの塔」。
- 1564年 - ミケランジェロ死去、遺作は「ロンダニーニのピエタ」。
- 1564年 - フィリッポ・ネリらによりオラトリオ会が結成される（正式認可は1575年）。
- 1564年 - 【イングランド】ジョン・ディー『象形文字の単子』。
- 1565年 - マルタ包囲戦で、マルタ騎士団が激戦の末、オスマン帝国軍を撃退（→1522年）。
- 1565年 - フランシスコ・ボルハが第2代総長ディエゴ・ライネスを継いでイエズス会第3代総長となる。
ガンディア公フアン・ボルハの長男で、父方の曽祖父はローマ教皇アレクサンデル6世である。
- 1565年 - ヴァザーリにより「ヴァザーリの回廊」完成。
この回廊によりフィレンツェ公コジモ1世の自宅ピッティ宮殿と政庁のウフィッツィ宮殿が結ばれた。
- 1565年 - ガレアッツォ・アレッシによりジェノヴァのパラッツォ・カンビアーゾが完成。
この時期ジェノヴァが活況を取り戻しレ・ストラーデ・ヌオーヴェ地区の宮殿や邸宅が整備される。
- 1565年 - ダニエレ・ダ・ヴォルテッラがミケランジェロの「最後の審判」の裸像に腰布を描く作業を行う。
- 1565年 - ジラルディ・チンツィオ『エカトンミティ』。
- 1565年 - 【フランドル】ピーテル・ブリューゲル（父）「雪中の狩人」。
- 1566年 - 【フランス】アントワーヌ・カロン「三頭政治下の虐殺」。
- 1567年 - 人文主義者ピエトロ・カルネセッキが打ち首の上、火刑に処せられる。
- 1567年 - このころクレタ島出身のエル・グレコがヴェネツィアのティツィアーノ工房に入門か
- 1567年 - レオーネ・レオーニによるミラノの「オメノーニの家（レオーニの自宅）」完成（1565年 - ）。
- 1568年 - 【オランダ】八十年戦争始まる。
- 1569年 - フィレンツェ公国をトスカーナ大公国に再編、メディチ家のコジモ1世が大公となる（→1537年）。
- 1569年 - 建築家バルトロメオ・ アンマナーティによりフィレンツェのサンタ・トリニータ橋が完成（1567年 - ）。
- 1569年 - ラファエル・ボンベリ が代数学における虚数を定義。
- 1569年 - 【ドイツ】ゲラルドゥス・メルカトルがメルカトル図法に基づく世界地図を作成。
- 1570年 - 教皇ピウス5世によるイングランド女王エリザベス1世の破門。
これが教皇による世俗王侯への最後の破門となる。
- 1570年 - 教皇ピウス5世によるミサ典書の規範版が発表される（トリエント・ミサ）。
- 1570年 - トスカーナ大公コジモ1世が愛妾であったカミッラ・マルテッリと再婚。
- 1570年 - パッラーディオによるヴィチェンツァの住宅建築ヴィラ・アルメリコ・カプラ（ラ・ロトンダ）の完成。
- 1570年頃 - 【スペイン】ルイス・デ・モラレス「授乳の聖母」。
- 1571年 - オスマン帝国がヴェネツィアからキプロス島を奪う。
- 1571年 - レパントの海戦にて、教皇・スペイン・ヴェネツィアの連合海軍がオスマン帝国海軍に勝利。
- 1571年 - フランスに赴いたタッソーとフランスの詩人ロンサールが交友関係を結ぶ。
- 1571年 - 【フランス】イタリア人占星術師コジモ・ルッジェーリが宮廷に出現し、王太后カトリーヌ・ド・メディシスの寵を得る。
- 1571年頃 - 【フランス】フランソワ・クルーエ「ディアーヌ・ド・ポワチエの肖像」（ワシントン・ナショナル・ギャラリー）。
ディアーヌはフランス国王アンリ2世の愛妾、この肖像は彼女が亡くなった1566年以降に描かれたものである。
- 1572年 - アレッサンドロ・アローリ「真珠取り」（1570年 - ）。
- 1572年 - 【フランス】サン・バルテルミの虐殺。
- 1572年 - 【ポルトガル】カモンイス『ウズ・ルジアダス』。
- 1573年 - タッソー牧歌劇『アミンタ』。
- 1573年 - ヴェロネーゼ「レヴィ家の饗宴（最後の晩餐）」。
- 1573年 - フィレンツェの音楽サークル「カメラータ」の記録に残る最も初期の会合。
参加者はバルディ伯爵、ジュリオ・カッチーニ、ピエトロ・ストロッツィ、（ガリレオ・ガリレイの父）ヴィンチェンツォ・ガリレイ。
- 1573年 - イタリア人ヴァリニャーノがイエズス会東インド管区の巡察師に抜擢される。
- 1574年 - トスカーナ大公コジモ1世死去、息子のフランチェスコ1世が大公位を継承。
- 1575年 - トスカーナ大公フランチェスコ1世のストゥディオーロ（ヴェッキオ宮殿内の小書斎）完成（1570年 - ）。
この部屋はルネサンス期からバロック期に流行した博物陳列室「驚異の部屋（ヴンダーカンマー）」の典型である。
- 1575年 - タッソー『解放されたエルサレム』出版。
- 1576年 - トスカーナ大公フランチェスコ1世の弟ピエトロ・デ・メディチが夫人のレオノーラ・ディ・トレドを殺害する。
- 1576年 - トスカーナ大公フランチェスコ1世の妹イザベッラ・デ・メディチが夫のパオロ・ジョルダーノ・オルシーニに殺害される。
- 1576年 - ペスト流行、ミラノ大司教で枢機卿のカルロ・ボッロメーオが大規模な救済活動を行う（1610年列聖）。
- 1576年 - ティツィアーノ死去、遺作は「ピエタ」（ヴェネツィア・アカデミア美術館蔵）。
- 1576年 - フェルディナンド・ディ・メディチ枢機卿（後のトスカーナ大公）がローマの土地を買い取る。
翌年までにこの土地に、基本設計をアンマナーティ、室内装飾をヤコポ・ツッキが担当したヴィラ・メディチを完成させる。
- 1576年 - カルダーノ死去、この年までに『我が人生の書（カルダーノ自伝）』完成（1575年 - ）。
- 1576年 - 【フランス】ジャン・ボダン『国家論』。
- 1576年 - 【フランス】イノサン・ジャンティエ『反マキャヴェッリ論』。
- 1576年 - 【イングランド】ロンドンに最初の常設民衆劇場のシアター座（1599年に再編してグローブ座）が開かれる。
以後カーテン座・ローズ座・スワン座が設置され、エリザベス朝のイギリス・ルネサンス演劇が最盛期を迎える。
ジョン・ウェブスター、ベン・ジョンソン、クリストファー・マーロウ、ウィリアム・シェイクスピアらが代表。
- 1577年 - 【スペイン】アビラのテレサ『完徳の道』。
- 1577年頃 - ヤコポ・バッサーノ「聖ルキアの洗礼を施す聖ウァレンティヌス」。
- 1578年 - パルマ公子アレッサンドロ・ファルネーゼがスペイン王フェリペ2世よりネーデルラント総督に任じられる（ - 1586年）。
- 1578年 - イタリア人イエズス会士マテオ・リッチの東方（中国）宣教旅行開始。
- 1578年 - ローマ市のヴィラ・サラリア通りで初期キリスト教時代のカタコンベが発見される。
- 1578年 - サヴォイア家所有の「聖骸布」がトリノに移される（トリノの聖骸布）。
- 1579年 - イタリア人神学者ファウスト･ソッツィーニがポーランドのクラクフに定住する。
叔父レリオ・ソッツィーニの影響を受け、キリストの神性を否定した反三位一体説（ソッツィーニ主義）をこの地に広める。
- 1580年 - スペイン人イエズス会士フランシスコ・スアレスがローマ学院教授となる。
- 1580年 - 【ポルトガル】アルカンタラの戦いでドン・アントニオがスペイン軍に敗れフランスに亡命。
ポルトガルはスペインに併合され（ - 1640年）、スペイン王フェリペ2世がポルトガル王を兼ねる。
- 1580年 - 【フランス】モンテーニュ『エセー（随想録）』初版出版。
モンテーニュはこの年から翌年にフランス・ドイツ・スイス・イタリアを歴訪し『旅日記』を記録する（出版は1774年）。
- 1580年 - 【フランス】陶工ベルナール・パリッシー『水と泉の驚異の言説』。
- 1581年 - トスカーナ大公フランチェスコ1世の命によるウフィッツィ宮殿天井のグロテスク模様装飾が完成する。
- 1581年頃 - 【フランドル】アントワヌ・カロン原画の「ヴァロワ・タピストリー」（ウフィツィ美術館蔵）が完成したか。
- 1582年 - 教皇グレゴリウス13世の命によりグレゴリオ暦が採用される。
この改暦に協力したのが天文学者アロイシウス・リリウスや数学者クリストファー・クラヴィウス。
- 1582年 - ローマ近郊のモンテ・デル・グラノの古代の墓地でファブリツィオ・ラッザーロが「ポートランドの壺」を発見。
- 1582年 - 【フランス】アンブロワーズ・パレ『大外科学全集』。
- 1583年 - フィレンツェに言語研究のためのクルスカ学会が設立される。
- 1583年 - 教皇グレゴリウス13世の夏の宮殿としてクイリナーレ宮殿（現イタリア共和国大統領官邸）が建設される。
- 1583年 - ルカ･カンビアーゾがスペイン国王フェリペ2世に招かれエル・エスコリアル宮殿の壁画を担当する 。
- 1583年 - ジョヴァンニ・ダ・ボローニャ（ジャンボローニャ）「サビニ女たちの略奪」。
- 1583年 - フリウリ地方の粉挽屋ドメニコ・スカンデッラ（メノッキオ）が異端審問で告発される（『チーズとうじ虫』）。
- 1583年 - 【ボヘミア】神聖ローマ皇帝ルドルフ2世がウィーンからプラハに宮廷を遷す。
- 1584年 - ジョルダーノ・ブルーノ『無限、宇宙および諸世界について』。
- 1584年 - ジョヴァンニ・パオロ・ロマッツォ『絵画芸術論七書』出版。
- 1584年 - ジャコモ・バロッツィ・ダ・ヴィニョーラによりローマのイエズス会本部ジェズ教会完成（1568年 - ）。
- 1584年 - ベルナルド・ブオンタレンティの設計によりウフィッツィ宮殿のトリブーナが完成。
- 1584年 - 【スペイン】国王フェリペ2世の命によるエル・エスコリアル宮殿完成（1563年 - ）。
- 1585年 - 日本の天正遣欧少年使節一行、教皇グレゴリウス13世に謁見。
ヤコポ・ティントレットの息子ドメニコにより「伊東マンショの肖像」（ミラノ・トリヴルツィオ財団蔵）が描かれる。
- 1585年 - 教皇グレゴリウス13世死去、教皇シクストゥス5世即位（‐1590年）。
このシクストゥス5世時代に、大規模な教会建築の補修、街路・水道・橋梁の設置がなされ、都市ローマが大きく改造される。
- 1585年 - 【ドイツ】民衆本『実伝ファウスト博士』出版（モデルは1538年に爆死した魔術師ゲオルク・ファウストか）。
- 1585年頃 - アンニーバレ・カラッチとその一族がボローニャに美術学校アカデミア・デリ・インカミナーティを設立。
- 1586年 - 教皇シクストゥス5世の命で、ドメニコ・フォンターナが古代のオベリスクをサン・ピエトロ広場に移動させる。
- 1586年 - デッラ・ポルタ『観相術』を出版。
- 1586年 - 【オランダ】ヘンドリック・ホルツィウス版画シリーズ「ローマの英雄たち」。
この時期、ホルツィウスのいたハールレムはマニエリスム芸術の北方での中心地となる。
- 1587年 - トスカーナ大公フランチェスコ1世と大公妃ビアンカ・カッペッロの連続怪死事件。
- 1587年 - フェルディナンド1世がトスカーナ大公を継承（ - 1609年）、トスカーナ大公国の最後の繁栄。
- 1587年 - 教皇シクストゥス5世の命で、初めてバチカンに印刷局を設置。
- 1587年 - 【イングランド】前スコットランド女王メアリー・ステュアート、イングランド女王エリザベス1世の命で処刑される。
- 1588年 - チェザレ・バロニウス『教会年代記』第1巻出版。
- 1588年 - ベルナルディーノ・テレジオ『事物の本性について（自然論）』。
- 1588年 - ヴェロネーゼ死去、遺作はヴェネツィア・聖パンテレイモン教会の「聖パンテレイモンの回心」。
- 1588年 - 【スペイン・イングランド】アルマダ海戦でスペイン敗北。
- 1588年 - 【スペイン】イエズス会士ルイス・デ・モリナ『自由意志と恩恵の賜物の調和』（モリナ主義）。
- 1588年 - 【スペイン】エル・グレコ「オルガス伯の埋葬」完成。
- 1588年 - 【イングランド】ニコラス・ヒリアード「薔薇の中の青年」。
- 1589年 - トスカーナ大公フェルディナンド1世とフランス国王アンリ2世の孫娘クリスティーナ・ディ・ロレーナの結婚。
- 1589年 - 『オペラ・ロギカ』（1578年）、『タブラ・ロギカエ』（1580年）で知られる哲学者ヤコポ・ザバレラ死去。
- 1589年 - フランドルの画家ヤン・ブリューゲル (父) がこの年以降イタリアに長期滞在する（ - 1596年）。
- 1589年 - カンパネッラがナポリに赴きデッラ・ポルタの弟子となる。
- 1589年 - イエズス会士ジョヴァンニ・ピエトロ・マッフェイ『東インドの歴史』。
- 1590年 - ヴェノーサ領主で音楽家のカルロ・ジェズアルドがその妻マリア・ダヴァロスと愛人ファブリツィオ・カラファを惨殺。
- 1590年 - 【イングランド】エドマンド・スペンサー『妖精の女王』。
- 1591年 - パトリッツィ『新普遍哲学』出版。
- 1591年 - イエズス会士アロイシウス・ゴンザーガが疫病により23歳で死去（1726年列聖）。
- 1591年 - ヴェネツィアの女流詩人で高級娼婦でもあったヴェロニカ・フランコ死去。
- 1591年 - 【ボヘミア】アルチンボルドによる「ウェルトゥムヌスに扮するルドルフ2世」完成（→1562年）。
神聖ローマ皇帝ルドルフ2世のプラハの宮廷を中心に国際マニエリスム様式が広がる（→1583年）
ルーラント・サーフェリー、バルトロメウス・スプランヘル、ハンス・フォン・アーヘンらもここで活躍
- 1591年 - 【スペイン】十字架のヨハネ死去、主著『暗夜』を含めた著作は死後30年経過した1618年に出版される。
- 1592年 - イエズス会士ロベルト・ベラルミーノらにより改訂版ヴルガータ聖書（シクストゥス・クレメンティーノ版）出版。
- 1592年 - ティントレット、ヴェネツィア・ドゥカーレ宮殿の「天国」（世界最大の油彩壁画）完成。
- 1593年 - トスカーナ大公フェルディナンド1世がリヴォルノ港を自由貿易港とする（リヴォルノ憲章）。
- 1593年 - ドメニコ・フォンターナとジャコモ・デッラ・ポルタによりサン・ピエトロ大聖堂のドーム部分が完成する。
- 1593年 - ロベルト・ベラルミーノ『異端反駁信仰論争』完成（1581年 - ）。
- 1593年 - フェデリコ･ツッカリらによりローマで聖ルカ・アカデミーが設立される。
- 1593年 - チェーザレ・リーパの図像学事典『イコノロジア』出版。
- 1593年 - ベルナルド・ブオンタレンティによりフィレンツェのボーボリ庭園の洞窟（グロッタ）完成（1583年 - ）。
- 1594年 - 【ボヘミア】アドリアーン・デ・フリース「プシュケを持ち上げるメルクリウス」（ルーヴル美術館蔵）。
- 1594年 - ティントレット死去、遺作はヴェネツィア・サン・ジョルジョ・マッジョーレ教会の「最後の晩餐」。
- 1594年 - ドメニコ・フォンターナがサルノ川支流にある運河の地下からポンペイ遺跡を発掘。
- 1594年 - ジェローラモ・ファブリツィオによりパドヴァ大学に最初の解剖劇場が建てられる。
- 1594年 - 【フランス】フォンテーヌブロー派「ガブリエル・デストレとその妹」。
- 1595年 - 【イングランド】シェイクスピア「ロミオとジュリエット」初演。
- 1595年頃 - カラヴァッジオがフランチェスコ・マリア・デル・モンテ枢機卿に見出され庇護を受ける
- 1596年 - フェデリコ・バロッチによるペルージアのサンタ・マリア・デリ・アンジェリコ教会祭壇画「受胎告知」完成（1592年 - ）。
- 1597年 - フェラーラ公国のエステ家本流断絶、フェラーラは教皇領に編入される。
エステ家傍系のチェーザレ・デステはモデナおよびレッジョ公国（モデナ公国）だけを継承。
- 1597年 - 宗教改革者フランチェスコ・プッチの処刑。
- 1597年 - 【スペイン】フランシスコ・スアレス『形而上学討論集』。
- 1597年 - 【スコットランド】国王ジェームズ6世『デモノロジー（悪魔学）』（→1603年）。
- 1597年頃 - ヤコポ・ペーリによる『ダフネ』（最古のオペラ）。
- 1598年 - ジョヴァンニ・ダ・ボローニャ（ジャンボローニャ）「コジモ1世騎馬像」。
- 1598年 - イギリス人ウィリアム・ハーヴェイがパドヴァ大学に入学し解剖学者ジローラモ・ファブリッチに師事する。
- 1598年 - 【フランス】国王アンリ4世によるナントの勅令。
- 1598年 - 【イングランド】ジョン・フローリオ編纂による最初の『伊英辞典』が出版される。
- 1599年 - フェッランテ・インペラート（英語版）『自然史（博物宝典）』。
- 1599年 - スフォンドラーティ枢機卿の命により聖チェチリアの墳墓を改葬するため聖女の遺体を検分する（→1600年）。
- 1599年 - ベアトリーチェ・チェンチ処刑。

## 1600年以降
1600年代（セイチェント Seicento）：トリエント公会議以後、ローマはカトリックの首都として装いも新たに作り変えられ、イエズス会を中心に強化された対抗改革の美学が新しい時代の規範とされていく。前世紀までの晦渋で複雑な貴族趣味的なマニエリスム芸術は忌避されるようになり、一般信徒に向けたカトリック信仰の教化のため、写実主義と古典主義が復活する。写実主義を代表するのがカラヴァッジオであり、古典主義を代表するのがカラッチ一族である。これらの傾向とともに、演劇的な表現が加味されたバロックと呼ばれる新しい様式が生み出された。
- 1600年 - ジョルダーノ・ブルーノ火刑。
- 1600年 - カラヴァッジオ「聖マタイの召命」。
- 1600年 - ステファノ・マデルノ「聖チェチリア像」。
- 1600年 - ルーベンスがマントヴァ公の宮廷画家となる。
- 1600年 - ドイツ人画家アダム・エルスハイマーがローマに定住する（ - 1610年）。
- 1600年 - エミリオ・カヴァリエリ「魂と肉体の劇」（最古のオラトリオ）。
- 1600年 - マリア・デ・メディチ（マリー・ド・メディシス）とフランス国王アンリ4世の結婚。
- 1600年頃 - 【イングランド】アイザック・オリヴァー「女王エリザベス1世の虹の肖像画」。
- 1601年 - ジュリオ・カッチーニ『新しい音楽』で通奏低音を伴うモノディ形式を紹介。
- 1602年 - ヴェネツィアが航海条例を出す。
自国の貿易振興を目指すが、外国船を追い出すこととなり、ヴェネツィアの没落は決定的、リヴォルノが優位に立つ。
- 1602年 - カンパネッラ『太陽の都』執筆。
- 1602年 - フォルチューニオ・リチェティ『人間霊魂の起源について』。
- 1602年 - アントニ・コンティノによるヴェネツィアの溜息橋（ポンテ・デイ・ソスピリ）完成。
- 1602年 - アンニーバレ・カラッチとその一族、ファルネーゼ宮殿壁画完成。
- 1603年 - フェデリコ・チェージらによりアッカデーミア・デイ・リンチェイ（山猫学会）が設立される。
- 1603年 - 【イングランド】女王エリザベス1世死去、スコットランド王ジェームズ6世がイングランド王ジェームズ1世として即位。
- 1603年 - 【オランダ】ヤーコブス・アルミニウスがライデン大学教授に招かれる。
カルヴァンの予定説に対し、人間の自由意志を持ち上げるアルミニウス主義が起こり、改革派から異端とされる。
- 1604年 - 【オランダ】カレル・ヴァン・マンデル『画家列伝（画家の書）』。
ヴァザーリの『画家・彫刻家・建築家列伝』を模範に北方ルネサンスの画家の画業をまとめる。
- 1605年 - 教皇クレメンス8世死去、メディチ家出身の教皇レオ11世即位。
レオ11世は即位後20余日で死去、続いてボルゲーゼ家出身の教皇パウルス5世が即位。
- 1605年 - 【スペイン】セルバンテス『ドン・キホーテ』前編出版（後編は1615年に出版）。
- 1606年 - 教皇パウルス5世、ヴェネツィアに聖務禁止令を通達。
法律顧問となったフラ・パオロ・サルピがヴェネツィア擁護の論陣を張る（→1607年）。
- 1607年 - 聖務禁止令解除で事実上のヴェネツィアの勝利、しかし同年フラ・パオロ・サルピ暗殺未遂事件も発生。
- 1607年 - 枢機卿フェデリコ・ボッローメオによりミラノにアンブロジアーナ図書館が設立される。
- 1607年 - フェデリコ・ツッカリ『彫刻と絵画そして建築の理念』出版。
- 1607年 - モンテヴェルディのオペラ『オルフェオ』。
- 1608年 - カラヴァッジオによるマルタ島バレッタの聖ヨハネ大聖堂の「洗礼者聖ヨハネの斬首」。
- 1609年 - トスカーナ大公フェルディナンド1世死去、息子のコジモ2世が公位を継承。
- 1609年 - アダム・エルスハイマー「エジプトへの逃避」。
- 1609年 - 【スイス】ジュネーヴ司教フランシスコ・サレジオ『信心生活入門』。
- 1610年 - カラヴァッジオがポルト・エルコーレにて熱病で死去。
- 1610年 - ガリレオ・ガリレイが木星の4つの衛星（ガリレオ衛星）を発見し、「メディチ家の星々」と名付ける。
この発見は『星界の報告』にまとめられて出版、ガリレオはピサ大学教授兼トスカーナ大公付哲学者に任命される。
- 1610年 - 【フランス】国王アンリ4世暗殺される、ルイ13世が即位。
王母マリー・ド・メディシスが摂政（→1600年）、イタリア人のアンクル元帥コンチーノ・コンチーニが補佐官となる。
- 1610年頃 - オラツィオ・ジェンティレスキ「ゴリアテの首を見つめるダヴィデ」（ローマ・スパーダ絵画館）。
- 1611年 - カルロ・ジェズアルド「聖務週間日課のためのレスポンソリウム集」（→1590年）。
- 1611年 - 【イングランド】国王ジェームズ1世の命による欽定訳聖書出版
- 1612年 - クルスカ学会により最初のイタリア語辞書『クルスカ辞典』が出版される（→1583年）。
- 1612年 - 女流画家アルテミジア・ジェンティレスキへの暴行事件の裁判が行われる。
- 1612年 - ロレーヌ公国（現フランス）出身の版画家ジャック・カロがフィレンツェに定住する（ - 1621年）。
- 1612年 - パドヴァ大学教授サントーリオ・サントーリオが体温計を発明。
- 1612年 - サンタ・マリア・ノヴェッラ教会付属薬局（1221年創業）が公式認可され、トスカーナ大公御用達となる。
- 1612年 - フィレンツェでアントニオ・ネリの『ガラス製造法（ラルテ・ヴェトラリア）』が出版される。
- 1612年 - 【イングランド】シェイクスピア「テンペスト」初演。
- 1612年 - 【ドイツ】ヤコブ・ベーメ『アウローラ』。
- 1613年 - ラヴィニア・フォンターナ「服を着るミネルヴァ」。
- 1613年 - バルトロメオ・スケドーニ「キリストの墓の前のマリアたち」。
- 1613年 - アルテミジア・ジェンティレスキ「ホロフェルネスの首を斬るユーディット」。
- 1613年 - 【スペイン】ルイス・デ・ゴンゴラの長編詩『孤独』出版、その晦渋な作風を「ゴンゴラ主義（ゴンゴリスモ）」と呼ぶ
スペイン文壇は晦渋なカルテラニスモ（ゴンゴラが中心）と明瞭なコンセプティスモ（ケベードが中心）の両者が対立する。
- 1614年 - ジャンバティスタ・マリーノ『リーラ』出版、「マリーノ主義」と呼ばれる誇張された過剰な表現形式を用いる。
- 1614年 - グイド・レーニによるパラヴィチーニ・ロスピリオージ宮殿壁画「アウローラ」完成。
- 1614年 - 【スコットランド】ジョン・ネイピアによる対数表の完成（対数の概念の発見は1594年）。
- 1615年 - 日本の慶長遣欧使節一行、教皇パウルス5世に謁見。
- 1616年 - 枢機卿シピオーネ・ボルゲーゼの命によるローマのボルゲーゼ宮殿完成（1611年 - ）。
- 1616年 - ガリレオ・ガリレイの第1回宗教裁判（→1633年）。
- 1616年 - 【スペイン】セルバンテス死去。
- 1616年 - 【イングランド】シェイクスピア死去。
- 1616年 - 【ドイツ（ストラスブール）】ヨハン・ヴァレンティン・アンドレーエ『化学の結婚』出版。
- 1617年 - 【イングランド】ロバート・フラッド『両宇宙誌』刊行始まる（ - 1621年）。
- 1618年 - 【ボヘミア】第二次プラハ窓外投擲事件。三十年戦争始まる（ - 1648年）。
- 1619年 -　フラ・パオロ・サルピ『トリエント公会議の歴史』。
- 1619年 -　ジャンバッティスタ・マリーノ『ガレリア』。
- 1619年 -　ヴィンチェンツォ・スカモッツィ『普遍的建築の理念』。
- 1620年 - パルマ公ラヌッチョ1世の命によるファルネーゼ家の居城ピロッタ宮殿が完成。
- 1620年 - ドメニキーノ「ヴェローナの聖ピエトロの受難」完成（1618年 - ）。
- 1620年 - 【イングランド】フランシス・ベーコン『ノヴム・オルガヌム』出版。
この著作の中で「活版印刷」「羅針盤」「火薬」のいわゆる「（ルネサンスの）三大発明」が言及されている。
- 1621年 - 教皇パウルス5世死去、教皇グレゴリウス15世即位。
- 1621年 - 【イングランド】ロバート・バートン『憂鬱の解剖学』。
- 1622年 - 教皇グレゴリウス15世によりイグナチオ・デ・ロヨラ、ザビエル、アビラのテレサ、フィリッポ・ネリが列聖される。
- 1622年 - グエルチーノ「われアルカディアにもありき」完成（1618年 - ）。
- 1623年 - 教皇グレゴリウス15世死去、バルベリーニ家出身の教皇ウルバヌス8世即位
- 1623年 - ジェノヴァにてソフォニスバ・アングイッソラがフランドルの画家アンソニー・ヴァン・ダイクの訪問を受ける。
- 1623年 - ガリレオ・ガリレイの『贋金鑑識官』、教皇ウルバヌス8世への献辞をつけて刊行される。
- 1623年 - 【フランス】マラン・メルセンヌ神父の『創世記の諸問題』が出版され、ロバート・フラッドとの論争を引き起こす。
- 1624年 - イングランド国教会からの転向者でローマの異端審問で有罪となったマルコ・ドミニスが獄死。
- 1624年頃 - ナポリで活躍した奇想の風景画家モンス・デジデリオの活躍が終わりを迎える。
- 1625年 - 【フランス】枢機卿リシュリューが主席国務大臣（事実上の宰相）となる（-1642年）。
- 1624年 - フランス人画家ニコラ・プッサンがローマに定住、以後人生の大半をローマで過ごす（ - 1665年）。
- 1625年 - 【フランス】フーゴー・グロティウス『戦争と平和の法』をパリにて出版。
- 1625年 - 【フランス】ルーベンス「マリー・ド・メディシス（マリア・デ・メディチ）の生涯」完成。
- 1626年 - 教皇ウルバヌス8世によるローマ・サン・ピエトロ大聖堂献堂式。
- 1626年 - ウルビーノ公国で後継者が不在となり、ウルビーノは教皇領に編入される。
- 1626年 - 【スペイン】フランシスコ・デ・ケベードの悪漢小説『ペテン師ドン・パブロスの生涯』。
- 1626年 - 【ドイツ】ケプラー「ルドルフ表」。
- 1627年 - フランス人画家クロード・ロランがローマに定住、以後人生の大半をローマで過ごす（ - 1682年）。
- 1628年 - マントヴァ継承戦争（イタリア語版、英語版）勃発。
- 1629年 - スペイン人画家ベラスケスのイタリア訪問（-1630年）、途中のナポリで画家ホセ・デ・リベーラと交流。
- 1630年頃 - ボッロメーオ家のカルロ3世によりマッジョーレ湖のイゾラ・ベッラの別荘が造営される。
- 1631年 - ケラスコの和約が結ばれ、マントヴァ継承戦争終結。
この戦争の前後にマントヴァ公国の美術コレクションが散逸、多くはイングランド国王チャールズ1世に流れる。
- 1631年 - サンマリノが教皇ウルバヌス8世により独立を承認される。
- 1631年 - 【イングランド】形而上詩人ジョン・ダン死去。
- 1631年 - 【モラヴィア】コメニウス『地上の迷宮と心の楽園』出版。
- 1632年 - カルロ・ドルチ「アイノルフォ・デ・バルディの肖像」。
- 1632年 - ローマのバルベリーニ宮殿でオペラ「聖アレッシオ」が上演される。
作曲はステファノ・ランディ、台本はジュリオ・ロスピリオージ（後の教皇クレメンス9世）。
- 1632年 - ガリレオ・ガリレイ 『天文対話』をフィレンツェで出版（→1633年）。
- 1632年 - 【オランダ】レンブラント「テュルプ博士の解剖学講義」。
- 1632年 - 【ポーランド】カルヴァリア・ゼブジドフスカのマニエリスム様式の礼拝所が整備される（1600年 - ）。
- 1633年 - ガリレオ・ガリレイの第2回宗教裁判。
- 1633年 - ベルニーニによるローマ・サン・ピエトロ大聖堂の天蓋付き主祭壇（バルダッキーノ）完成（1624年 - ）。
- 1634年 - ジャンバティスタ・バジーレの遺稿から説話集『ペンタメローネ（五日物語）』出版（死去は1632年） 。
- 1634年 - カンパネッラがフランスに亡命する。
- 1635年 - フレスコバルディ「音楽の花束」。
- 1635年 - 【フランス】マラン・メルセンヌ神父による学識者の研究会「メルセンヌ・アカデミー」が開かれる。
- 1635年 - 【スペイン】カルデロン『人生は夢』。
- 1635年 - 【スペイン】ベラスケス「ブレダの開城」完成。
- 1636年 - イングランドの哲学者ホッブズがガリレオ・ガリレイを訪問。
- 1637年 - 【オランダ】チューリップ・バブルの崩壊（世界初のバブル経済）。
- 1637年 - 【フランス】デカルト『方法序説』出版。
- 1638年 - イエズス会士アタナシウス・キルヒャーがグレゴリアン大学でオリエント諸語講義を始める。
- 1638年 - バルベリーニ家出身の教皇ウルバヌス8世の命によりバルベリーニ宮殿完成。
バロック建築の代表とされる宮殿で、カルロ・マデルノによる設計で1625年に着工される
正面ファサードは主にベルニーニが、細部装飾についてはボッロミーニが携わった。
- 1638年 - イングランドの詩人ジョン・ミルトンがガリレオ・ガリレイを訪問。
- 1638年 - 【フランス】ジャン・フランソワ・ニスロン（英語版）が『奇妙な遠近法』でアナモルフォーシスの作図法をまとめる。
- 1639年 - ピエトロ・ダ・コルトーナによるバルベリーニ宮殿大広間天井画「神の摂理」完成（1633年 - ）。
- 1639年 - ナポリのスペイン人画家ホセ・デ・リベーラによる「聖バルトロマイ（聖フィリポ）の殉教」。
- 1639年 - 【フランス】カンパネッラがパリのドミニコ修道院で死去（→1634年）。
- 1640年 - 【フランドル】イプル司教コルネリウス・ヤンセンの遺作『アウグスティヌス』がルーヴァンで出版される。
翌1641年にはパリでも出版、カトリック教会を揺るがすジャンセニスム論争が始まる。
- 1640年 - 【スペイン】バルタサル・グラシアン『政治家カトリック王フェルナンド』。
- 1640年頃 - 【フランス】ジョルジュ・ド・ラ・トゥール「大工の聖ヨセフ」。
- 1641年 -　カストロの領有権をめぐってパルマ公オドアルド1世と教皇ウルバヌス8世が衝突（カストロ戦争、 - 1649年）。
- 1641年 - アタナシウス・キルヒャー『磁石あるいは磁気の術』を出版。
- 1642年 - モンテヴェルディのオペラ「ポッペーアの戴冠」。
- 1642年 - アルチェトリにてガリレオ・ガリレイ死去。
- 1642年 - 【イングランド】イングランド内戦から清教徒革命勃発（ - 1649年）。
- 1643年 - アタナシウス・キルヒャー『リングア・エジプティアカ・レスティトゥタ（エジプトの言語の再構築）』を出版。
- 1643年 - モンテヴェルディ死去。
- 1657年 - メディチ家の援助により、ガリレオの弟子トリチェリらによってアカデミア・デル・チメントが設立される。
- 1668年 - カトリックに帰依したクリスティーナ元スウェーデン女王がローマに定住。
1674年にはアカデミー（Academia clementina）を設立。